# داسيا لوغان

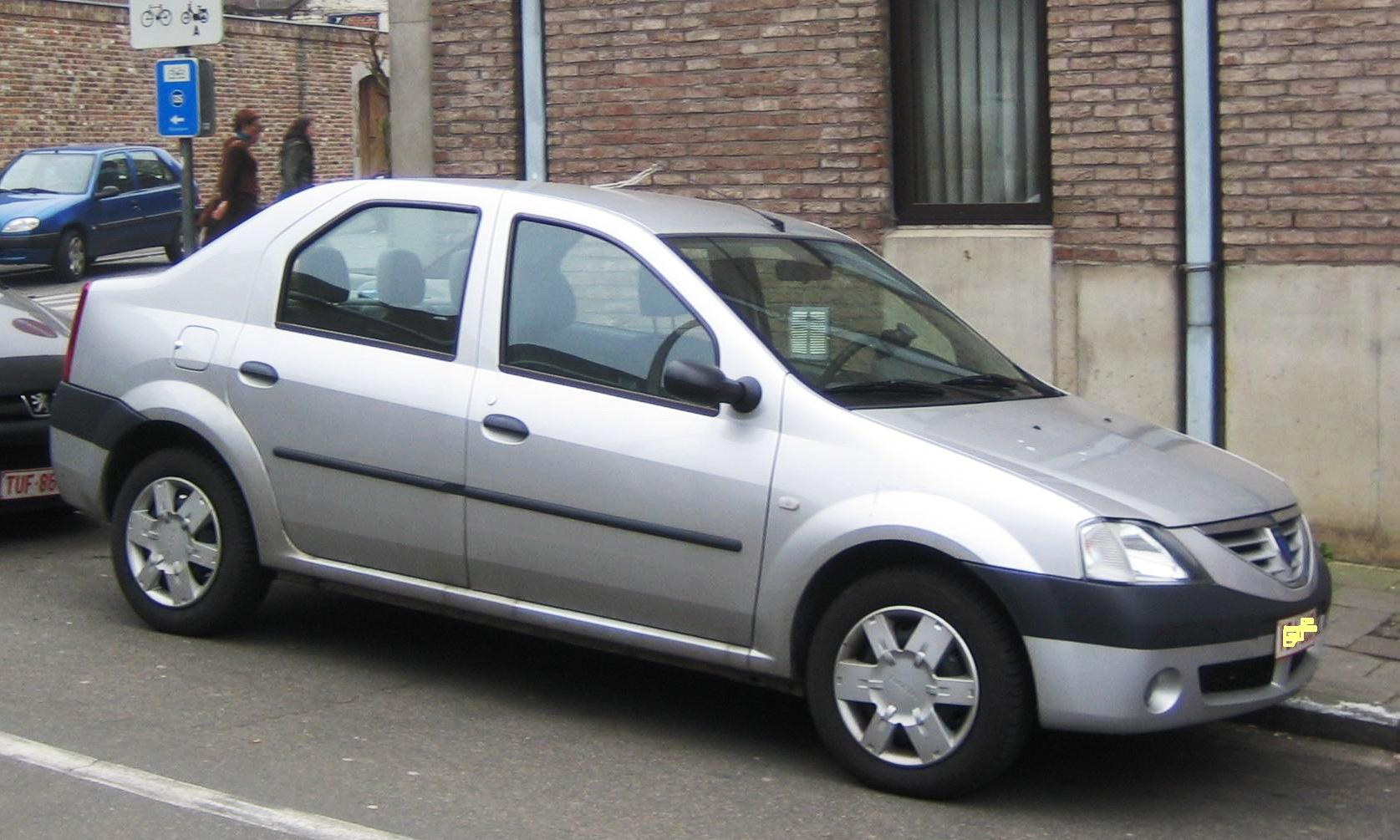
داشتيا لوغان

داسيا لوغان (بالرومانية:Dacia Logan) سيارة تنتج في رومانيا في مصنع داسيا، وبدأ الإنتاج عام 2004، وتعتبر أكثر السيارات شعبية في أوروبا الشرقية والوسطى وبذلك تُنافس أوبل وسكودا ورينو.
في عام 2007، بيعت 230,473 سيارة بنسبة ارتفاع 17.4% عن عام 2006، حيث تم تصدير 128.411 سيارة إلى الخارج ويبدأ سعر السيارة من 5.000 يورو.
ظهرت في عام 2008 النسخة المحسنة من داسيا لوغان وقد حصلت على تعديلات فيما يتعلق بالواجهة الأمامية والخلفية والمقصورة مع المحافظة على الاداء واستمر انتاجها حتى عام 2012.

## المقدمة
داسيا لوجان هي سيارة عائلية صغيرة أنتجتها شركة رينو الفرنسية لصناعة السيارات وفرعها الروماني داسيا منذ منتصف عام 2004. إنها حالياً في جيلها الثالث وقد تم إنتاجها كسيارة سيدان أو ستيشن واغن أو بيك أب. تم تصنيعها في مصنع داتشيا للسيارات في ميوفيني، رومانيا، وفي مصانع رينو (أو مصانع شركائها) في المغرب والبرازيل والأرجنتين وتركيا وروسيا وكولومبيا وإيران والهند. كما تم إنتاج البيك أب في مصنع نيسان في روسلين بجنوب إفريقيا.
كما تم تسويقها على أنها رينو لوجان، نيسان أبريو، ماهيندرا فيريتو، رينو توندار 90، لادا لارجوس (MCV)، نيسان NP200 (البيك اب)، أو رينو سيمبول (Mk3) اعتماداً على الوجود الحالي أو تموضع علامة رينو التجارية.
منذ إطلاقها، تشير التقديرات إلى أن داسيا لوجان قد وصلت إلى أكثر من 4 ملايين مبيعات في جميع أنحاء العالم.

## الجيل الأول (2004)
تم تصميم لوجان في مركز رينو للتكنولوجيا بالقرب من باريس، وكان نتيجة أربع سنوات من تطوير المشروع إكس90، الذي أعلنته رينو في عام 1999، بعد شراء داسيا في عام 1998.
خلال زيارة قام بها الرئيس الفرنسي جاك شيراك إلى روسيا، أشار لويس شفايتزر إلى أنه في وكلاء لادا ورينو، كان بيع لادا بقيمة 6000 يورو جيداً بينما بقيت سيارات رينو التي تبلغ قيمتها 12000 يورو في صالة العرض. «عند رؤية تلك السيارات العتيقة، وجدت أنه من غير المقبول أن يمنعك التقدم التقني من صنع سيارة جيدة مقابل 6000 يورو».
(قام فيما بعد بتعديل هذا الهدف إلى 5000 يورو). «لقد وضعت أيضاً قائمة بالمواصفات في ثلاث كلمات - حديثة وموثوقة وبأسعار معقولة - وأضفت أن كل شيء آخر قابل للتفاوض». أرخص إصدار من السيارة هو 5900 يورو، ويمكن أن يصل السعر إلى 11200 يورو،  حسب المعدات والرسوم الجمركية. (يعد الطراز الأساسي لأوروبا الغربية، حيث يتم تمييزه على أنه داسيا ولكنه يباع عموماً في وكلاء رينو، أغلى إلى حد ما).
تم تصميم لوجان منذ البداية كسيارة ميسورة التكلفة، ولديها العديد من الميزات المبسطة للحفاظ على انخفاض التكاليف. إنه يحل محل العديد من السيارات القديمة في الإنتاج، بما في ذلك سلسلة داسيا 1310 الرومانية من سيارات رينو 12.
تم إطلاقه رسمياً في يونيو 2004، وبدأ التسويق في سبتمبر 2004. لم يكن لدى رينو في الأصل خطط لبيع لوجان في أوروبا الغربية، ولكن في يونيو 2005، بدأت في استيراد نسخة أغلى من السيارة، بدءاً من حوالي 7500 يورو. لقد كان نجاحاً غير متوقع مع الأشخاص الذين يريدون سيارة رخيصة الثمن وبدون زخرفة يمكنهم إصلاحها بأنفسهم.

### شد الواجهة
في 1 يوليو 2008، بعد أربع سنوات تقريباً من إصدار أول لوجان، تم الإعلان عن نسخة محسنة تسمى داسيا لوجان الجديدة. الإصدار الجديد يتميز بتصميم أكثر حداثة ومقصورة داخلية أكثر جاذبية وراحة. تم اعتماد شد الواجهة هذا في ستيشن واغن في أكتوبر من نفس العام.

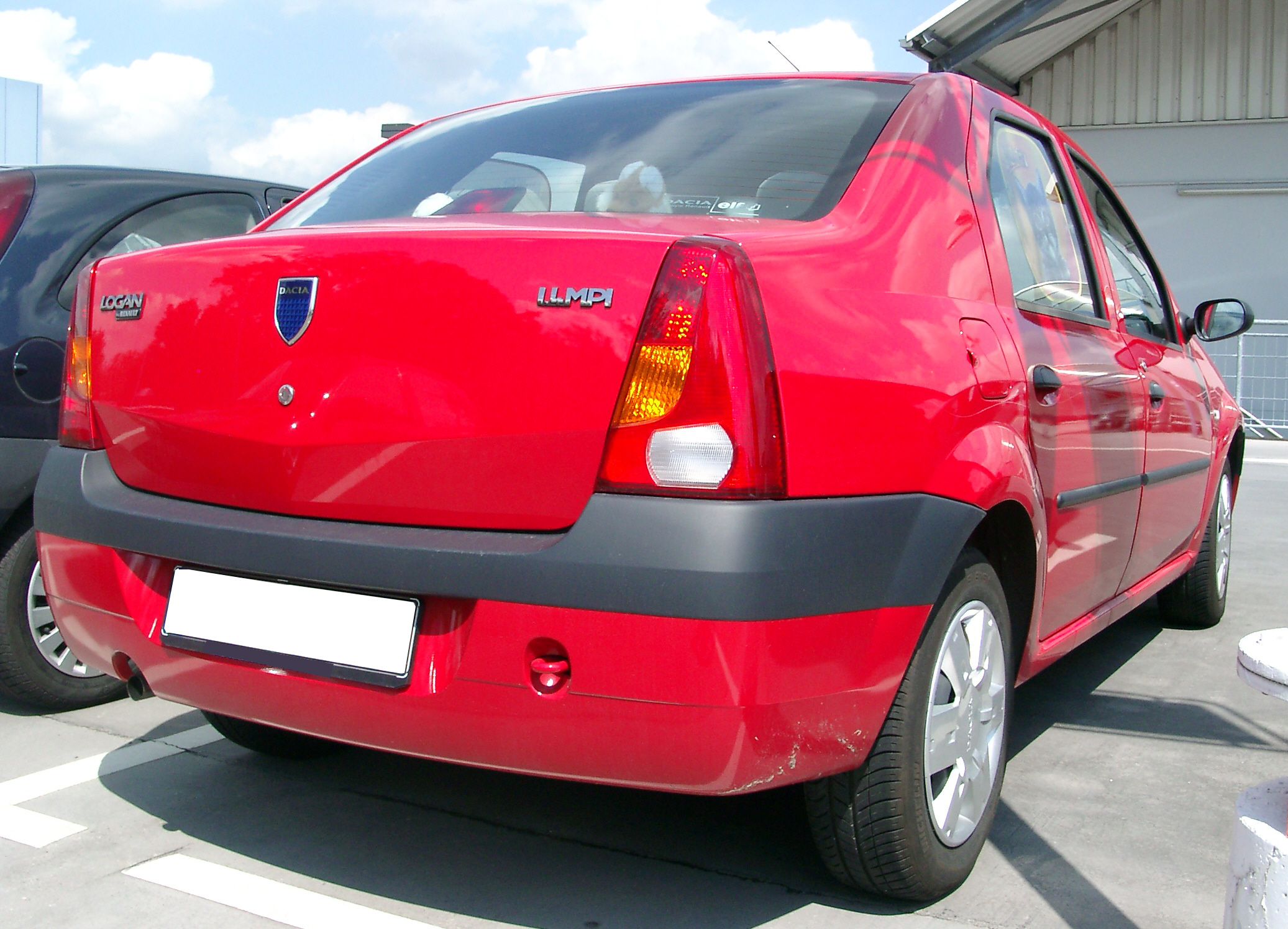
نموذج ما قبل شد الواجهة، الرؤية الخلفية
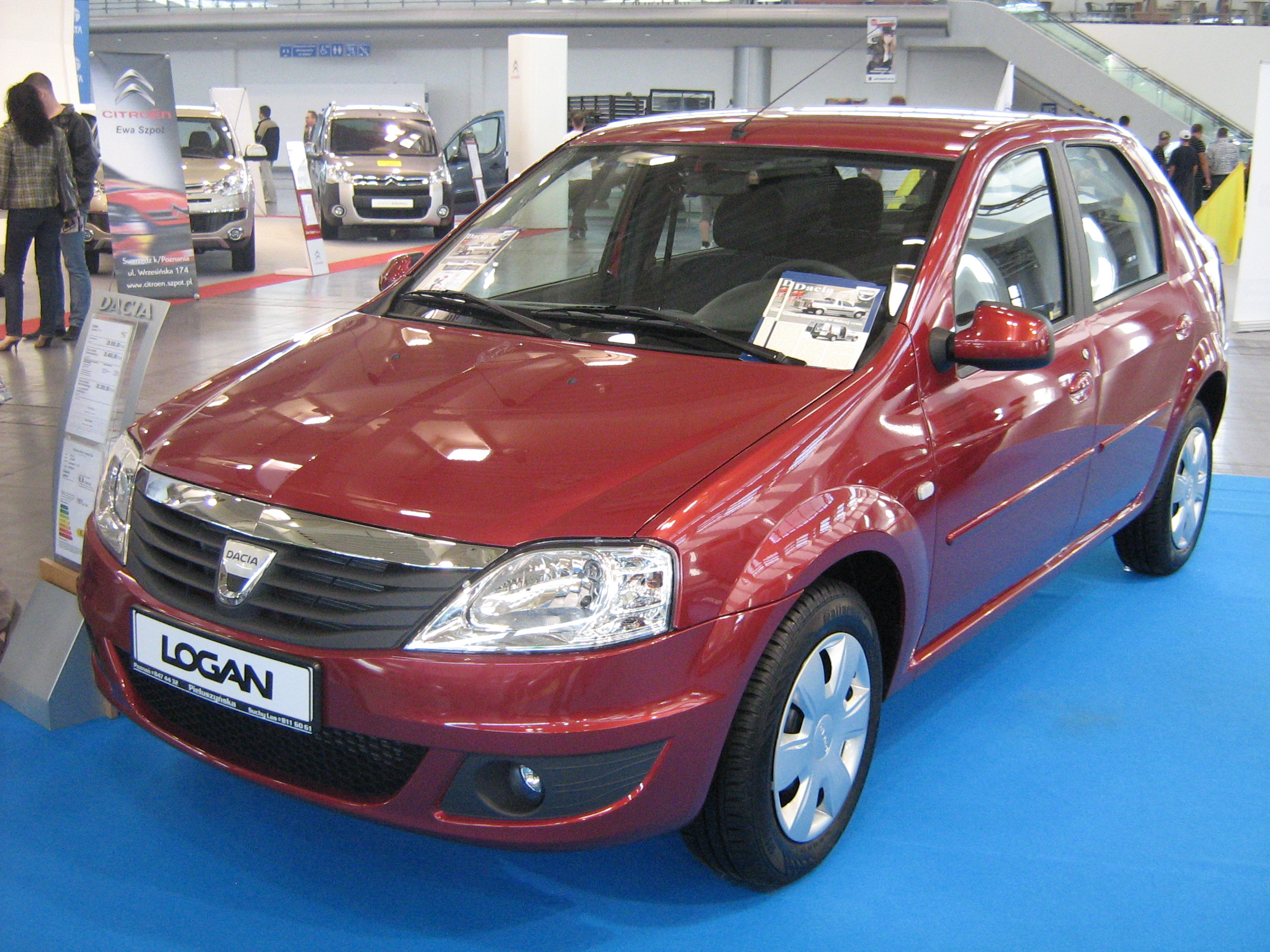
داسيا لوجان (2008 شد الواجهة)
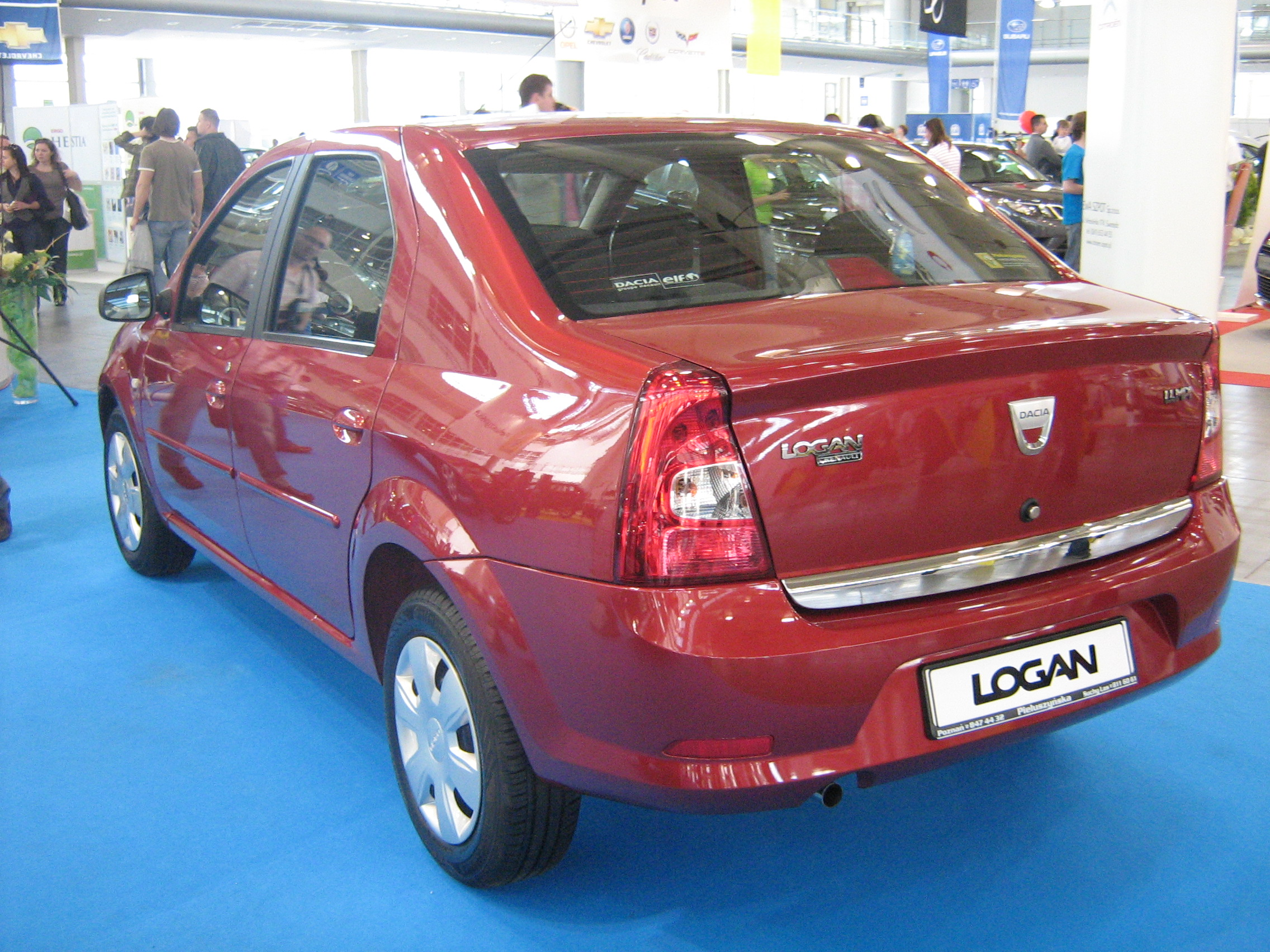
داسيا لوجان (2008 شد الواجهة)
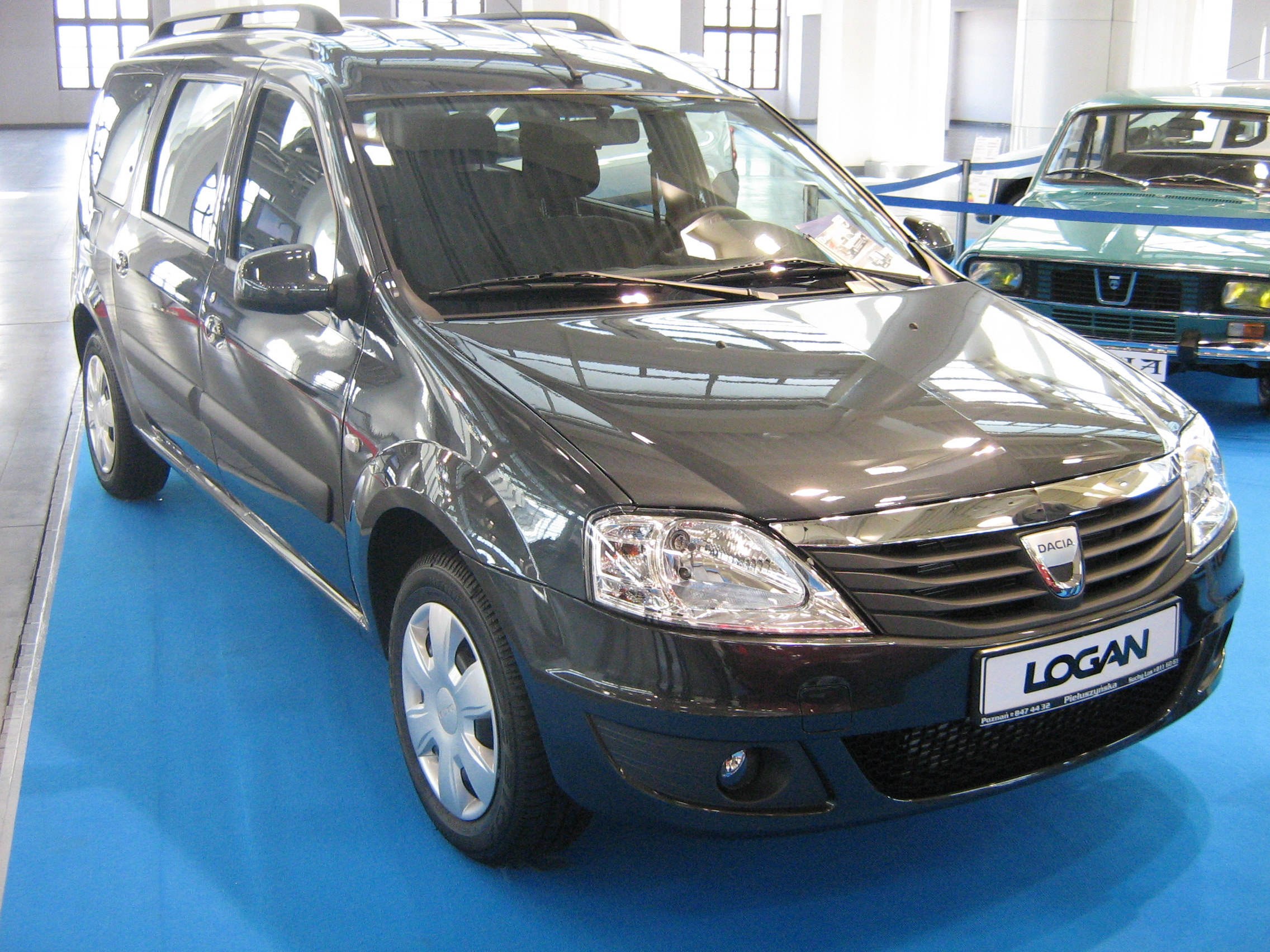
داسيا لوجان (2009 شد الواجهة)
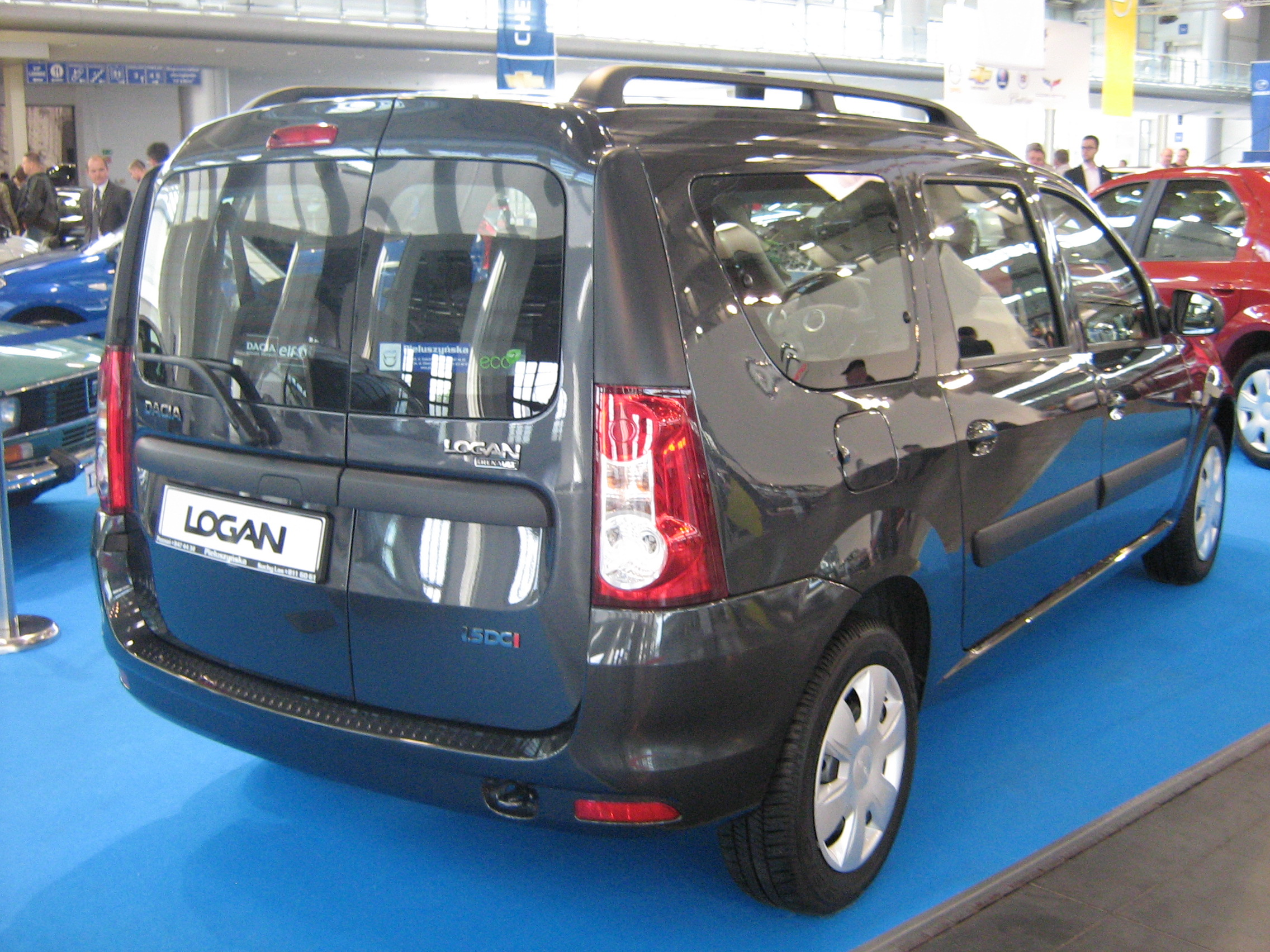
داسيا لوجان (2009 ميني فان)

### السمات
يعتمد لوغان على منصة داسيا بي 0، والتي تُستخدم أيضاً لطرازات رينو ونيسان الأخرى. إنها تحتوي على أجزاء أقل بنسبة 50٪ من سيارات رينو الراقية ولديها عدد محدود من الأجهزة الإلكترونية. هذا يجعل السيارة أرخص في الإنتاج وأسهل وأرخص في الإصلاح.
بعض الأجزاء أبسط بكثير من تلك الخاصة بمنافسيها.على سبيل المثال، مرايا الرؤية الخلفية متماثلة ويمكن استخدامها على جانبي السيارة، والزجاج الأمامي مسطح أكثر من المعتاد، ولوحة القيادة عبارة عن قطعة واحدة مصبوبة بالحقن.
أخذ المطورون في الاعتبار العديد من الاختلافات بين ظروف الطرق والمناخ في البلدان المتقدمة والنامية. تعليق لوجان ناعم وقوي، والشاسيه يجلس أعلى بشكل واضح من معظم السيارات المدمجة الأخرى لمساعدتها على التغلب على الطرق الترابية والحفر على الطرق الإسفلتية التي لم تتم صيانتها بشكل جيد. تم تجهيز المحرك خصيصاً للتعامل مع الوقود الأقل جودة، في حين أن تكييف الهواء قوي بما يكفي لخفض درجة الحرارة عدة درجات (درجات الحرارة فوق 40 درجة مئوية شائعة في الشرق الأوسط والبحر الأبيض المتوسط).

### مستويات القطع

#### رومانيا
في رومانيا، كانت متوفرة في البداية في أربعة مستويات: الأجواء والتفضيل والحائز على جائزة والطموح. يتميز مستوى القطع الأساسي، أمبيانس، بوسادة هوائية للسائق، ومصدات بلون الهيكل، وحواف للعجلات وأقفال كهربائية للأبواب. مستوى القطع الثاني، التفضيل، أضاف وسادة هوائية للراكب، وتوجيه كهربائي، ونوافذ أمامية كهربائية، وراديو، واثنين من مساند الرأس للمقعد الخلفي وقفل عن بعد. 
أضاف مستوى القطع الثالث، الحائز على جائزة، مصابيح ضباب أمامية، ومكيف هواء، وجهاز كمبيوتر للرحلات، ومرايا كهربائية، وثلاثة مساند رأس للمقاعد الخلفية، ومقعد سائق قابل للتعديل. كان مستوى القطع العلوي، أمبيانس يحتوي أيضاً على أي بي أس ونوافذ خلفية كهربائية ومشغل أقراص مضغوطة وعجلات معدنية. كان محرك البنزين سعة 1.6 لتر متاحاً فقط بدءاً من مستوى التفضيل.

#### 2005
في سبتمبر 2005، تم تقديم محرك ديزل سعة 1.5 لتر، لم يكن متوفرا في البداية على مستوى تقليم أمبيشن. في يناير 2006، تمت إضافة مستوى تقليم وسيط جديد يسمى لوريت بلس، والذي بالإضافة إلى مستوى تقليم لوريت يتميز بنظام أي بي أس ونوافذ خلفية كهربائية ومشغل أقراص مضغوطة. أيضاً، أصبح محرك الديزل متاحاً لمستوى تقليم أمبيش.

#### 2006
في سبتمبر 2006، تم إدخال العديد من التحسينات على المجموعة، مثل زر جديد لغطاء صندوق السيارة، ومقبض جديد لرافعة التروس، ومصابيح خلفية كريستالية، بالإضافة إلى تصميمات جديدة لحواف العجلات والعجلات المعدنية بالإضافة إلى  ثلاثة ألوان طلاء جديدة. أيضاً، تم تقديم الجزء العلوي الجديد من مستوى النطاق برستيج، والذي تضمن مرايا أبواب أكبر حجماً، ومصدات بلون الهيكل (بالكامل)، وقوالب جانبية ومقابض أبواب، ورافعة تروس وعجلة قيادة مكسوة بالجلد، بالإضافة إلى تحسينات داخلية أخرى. كانت متوفرة فقط مع محرك بنزين جديد سعة 1.6 لتر و16 صماماً، والذي طور 105 حصان (78 كيلو واط).

#### 2007
في يوليو 2007، تمت إضافة نسخة أكثر قوة من محرك الديزل سعة 1.5 لتر، وتطوير 85 حصان (63 كيلو واط). تم توفيرها في البداية فقط لعربة ستيشن واغن، على مستويي التفضيل والحائز على جائزة، وفي سبتمبر 2007، أصبحت متاحة أيضاً لنسخة السيدان، على مستويات الحائز على جائزة والطموح والهيبة.

#### 2009
في يونيو 2009، تمت إضافة محرك البنزين الجديد سعة 1.2 لتر ذو 16 صماماً لكل من لوجان وسانديرو. كان المحرك قادراً على تطوير قوة قصوى تبلغ 75 حصان (56 كيلو واط) و107 نيوتن متر (79 رطل قدم) من عزم الدوران.

### الأمان
في يونيو 2005، حصلت السيارة على تصنيف ثلاث نجوم في اختبارات التصادم برنامج تقييم السيارات الأوروبية الجديدة. تؤكد هذه النتيجة التوقعات الأولية التي ذكرتها شركة رينو سابقاً.
اعتماداً على مستوى المعدات، قياسياً في بعض المتغيرات واختيارياً في البعض الآخر، تأتي لوجان المُحسَّنة مع وسائد هوائية للسائق والراكب والجانب. فيما يتعلق بالسلامة النشطة، تتميز جميع الإصدارات بأحدث جيل من بوش 8.1 أي بي أس 8.1، والذي يشتمل على (توزيع قوة الكبح الإلكترونية) و (مساعدة الفرامل في حالات الطوارئ).

### المحركات
عندما ظهر لوغان، امتثلت جميع المحركات لمعيار يورو 3 ومنذ يناير 2007، امتثلت جميع المحركات لمعيار يورو 4، بما في ذلك محرك الديزل، الذي زادت قوته إلى 70 حصان.
| الاسم       | رمز             | الاهلية       | النوع          | قوة                                            | عزم الدوران                                          | السرعة القصوى                     | الاستهلاك المشترك                                        |
| ----------- | --------------- | ------------- | -------------- | ---------------------------------------------- | ---------------------------------------------------- | --------------------------------- | -------------------------------------------------------- |
| 1.0 16 فولت | D4D Hi-Flex     | 999 سم مكعب   | 16 صمامات سوهك | 57 كيلوواط (77 حصان) عند 5850 دورة في الدقيقة  | 99 نيوتن متر (73 رطل قدم) عند 4350 دورة في الدقيقة   | 160 كم / ساعة (99 ميل / ساعة)     | (غاز / إيثانول)                                          |
| 1.2 16 فولت | D4F 732         | 1149 سم مكعب  | 16 صمامات سوهك | 55 كيلو واط (75 حصان) عند 5500 دورة في الدقيقة | 107 نيوتن متر (79 رطل قدم) عند 4250 دورة في الدقيقة  | 161 كم / ساعة (100 ميل / ساعة)    | 5.9 لتر / 100 كم (48 ميلا في الغالون 40 ميلا في الغالون) |
| 1.4 8 فولت  | K7J 710         | 1390 سم مكعب  | 8 صمامات سوهك  | 55 كيلو واط (75 حصان) عند 5500 دورة في الدقيقة | 112 نيوتن متر (83 رطل قدم) عند 3000 دورة في الدقيقة  | 162 كم / ساعة (101 ميل / ساعة)    | 6.9 لتر / 100 كم (41 ميلا في الغالون 34 ميلا في الغالون) |
| 1.6 8 فولت  | K7M 710         | 1,598 سم مكعب | 8 صمامات سوهك  | 64 كيلوواط (87 حصان) عند 5500 دورة في الدقيقة  | 128 نيوتن متر (94 رطل قدم) عند 3000 دورة في الدقيقة  | 175 كم / ساعة (109 ميل / ساعة)    | 7.3 لتر / 100 كم (39 ميلا في الغالون 32 ميلا في الغالون) |
| 1.6 8 فولت  | K7M عزم الدوران | 1,598 سم مكعب | 8 صمامات سوهك  | 70 كيلوواط (95 حصان) عند 5250 دورة في الدقيقة  | 138 نيوتن متر (102 رطل قدم) عند 2850 دورة في الدقيقة | 175 كم / ساعة (109 ميل / ساعة)    | (غاز / إيثانول)                                          |
| 1.6 8 فولت  | K7M الطاقة      | 1,598 سم مكعب | 8 صمامات سوهك  | 72 كيلوواط (98 حصان) عند 5500 دورة في الدقيقة  | 138 نيوتن متر (102 رطل قدم) عند 2850 دورة في الدقيقة | 182 كم / ساعة (113 ميل / ساعة)    | (غاز / إيثانول)                                          |
| 1.6 16 فولت | K4M 690         | 1,598 سم مكعب | 16 صمام دوهك   | 77 كيلوواط (105 حصان) عند 5750 دورة في الدقيقة | 148 نيوتن متر (109 رطل قدم) عند 3750 دورة في الدقيقة | 183 كم / ساعة (114 ميل / ساعة)    | 7.1 لتر / 100 كم (40 ميلا في الغالون 33 ميلا في الغالون) |
| 1.6 16 فولت | K4M هاي فليكس   | 1,598 سم مكعب | 16 صمام دوهك   | 82 كيلوواط (111 حصان) عند 5750 دورة في الدقيقة | 152 نيوتن متر (112 رطل قدم) عند 3750 دورة في الدقيقة | 185 كم / ساعة (115 ميل في الساعة) | (غاز / إيثانول)                                          |
| 1.5 dci     | K9K 700         | 1,461 سم مكعب | 8 صمامات سوهك  | 48 كيلوواط (65 حصان) عند 4000 دورة في الدقيقة  | 160 نيوتن متر (118 رطل قدم) عند 2000 دورة في الدقيقة | 155 كم / ساعة (96 ميل / ساعة)     | 4.9 لتر / 100 كم (58 ميلا في الغالون 48 ميلا في الغالون) |
| 1.5 dci     | K9K 792         | 1,461 سم مكعب | 8 صمامات سوهك  | 50 كيلوواط (68 حصان) عند 4000 دورة في الدقيقة  | 160 نيوتن متر (118 رطل قدم) عند 1700 دورة في الدقيقة | 158 كم / ساعة (98 ميل / ساعة)     | 4.7 لتر / 100 كم (60 ميلا في الغالون 50 ميلا في الغالون) |
| 1.5 dci     | K9K 796         | 1,461 سم مكعب | 8 صمامات سوهك  | 63 كيلوواط (86 حصان) عند 3750 دورة في الدقيقة  | 200 نيوتن متر (148 رطل قدم) عند 1900 دورة في الدقيقة | 167 كم / ساعة (104 ميل / ساعة)    | 4.6 لتر / 100 كم (61 ميلا في الغالون 51 ميلا في الغالون) |

### التسويق والإنتاج

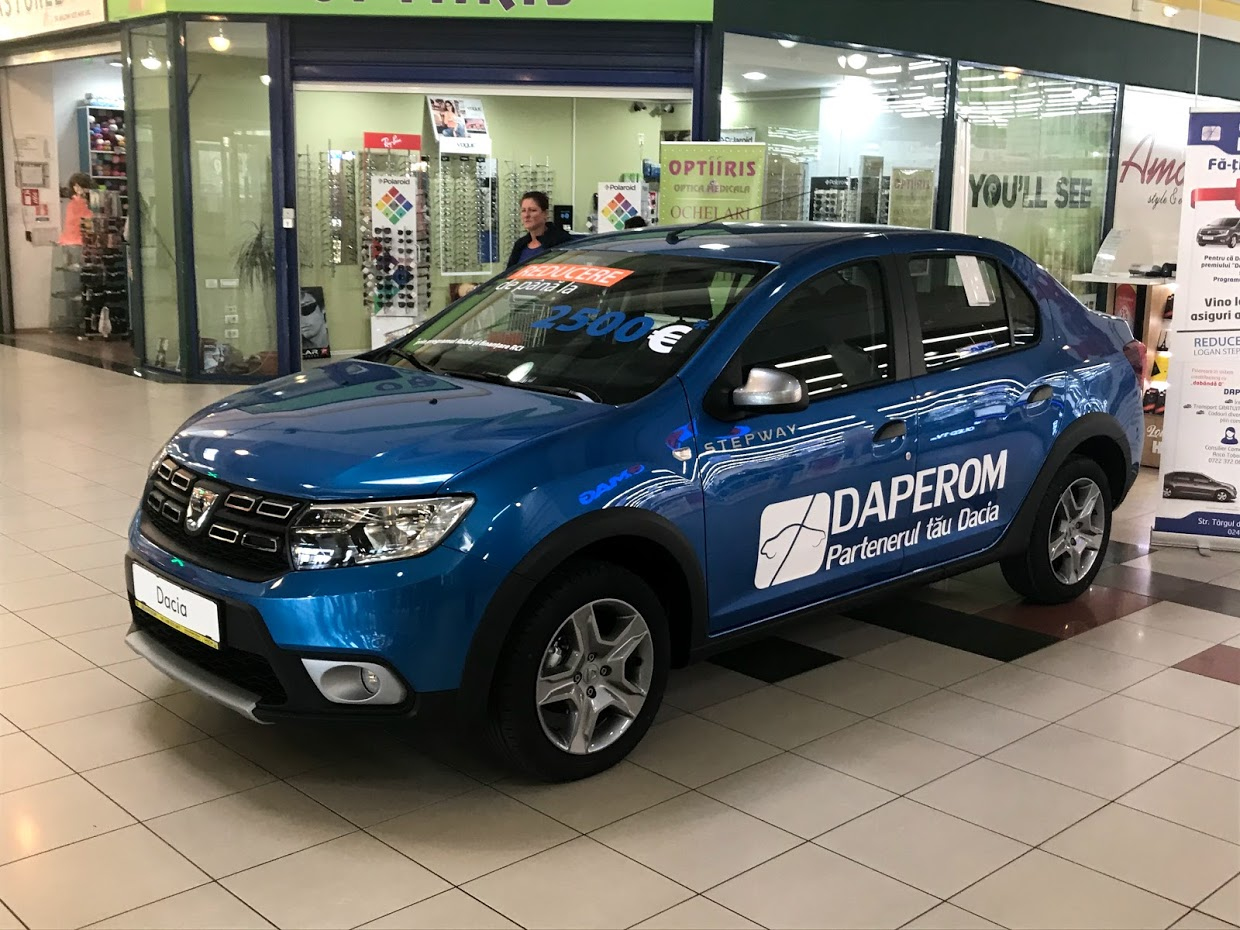

لوجان، وهو أمر حيوي لزيادة مبيعات مجموعة رينو إلى علامة 4 ملايين بحلول عام 2010، يتم تصنيعه في تسعة مراكز إنتاج وتشغيلية:
رومانيا (سيارة داسيا) المصنع التجريبي لبرنامج لوغان، روسيا (أفتوفراموس) المغرب (سوماكا) كولومبيا (سوفاسا) إيران (مصنعان للتجميع) الهند (ماهيندرا) البرازيل (رينو) وجنوب إفريقيا (نيسان جنوب افريقيا). تقع في رومانيا، بالقرب من مصنع ميوفيني، الشبكة الدولية للخدمات اللوجستية، الاسم الرسمي لمركز CKD، هي أكبر مركز لوجستي من نوعه ليس فقط في مجموعة رينو ولكن في صناعة السيارات في العالم بأسره.

#### أوروبا
في الأسواق التي تتواجد فيها رينو، مثل الدول الأوروبية والأفريقية والآسيوية (مثل رومانيا وفرنسا وإيطاليا وبلجيكا وهولندا وألمانيا واليونان والمجر وبولندا وصربيا وجمهورية التشيك وكرواتيا وسلوفينيا والمغرب وتركيا والعديد من  آخرون) تباع باسم داسيا لوجان.

#### اميركا اللاتينية
الاستثناءات هي جنوب إفريقيا، والأرجنتين، وروسيا، وأوكرانيا، وكولومبيا، والإكوادور، وإسرائيل، ومصر، والبرازيل، وتشيلي، وبيرو، وفنزويلا حيث يتم تسويقها على أنها رينو لوجان، بالإضافة إلى المكسيك، حيث تم بيع لوجان باسم نيسان أبريو، نظراً للسمعة الأفضل للعلامة التجارية اليابانية والاعتراف الأقوى بالعلامة التجارية لنيسان نفسها في السوق المكسيكية. تمتلك نيسان أبريو محرك 1.6 لتر 16 صماماً داخلياً رباعي السرعات مع يدوي 5 سرعات أو 4 سرعات سرعة ناقل حركة أوتوماتيكي، وتم تجميعه في البرازيل. تم إيقافه لاحقاً من هذا السوق في أغسطس 2010، بسبب انخفاض المبيعات، واستبدله فيرسا لطراز عام 2012.

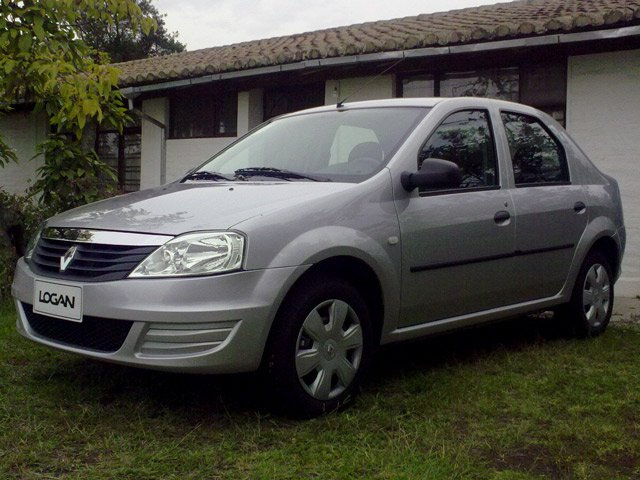
2011 رينو لوجان (الإكوادور)
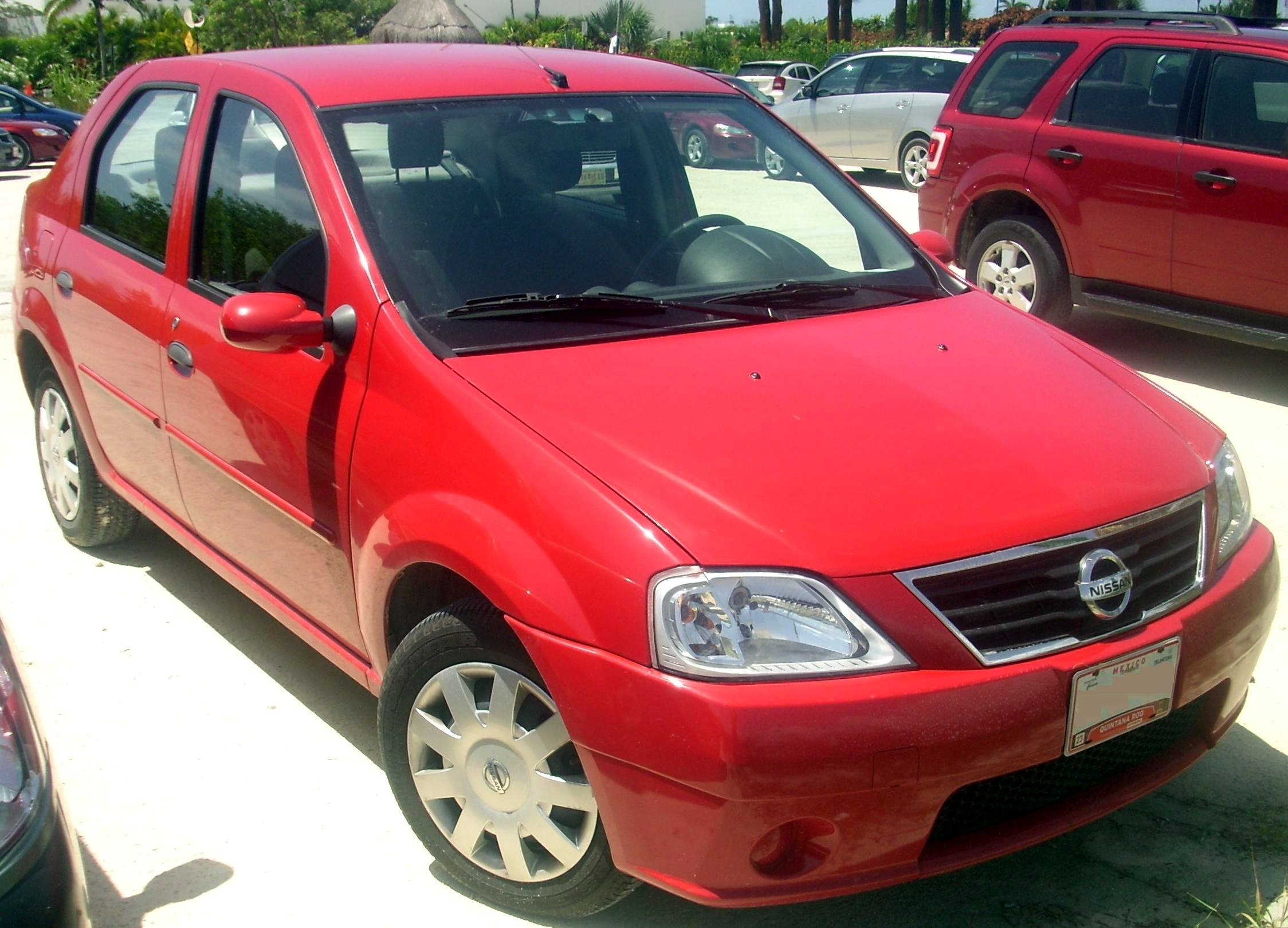
2008 نيسان أبريو (المكسيك)
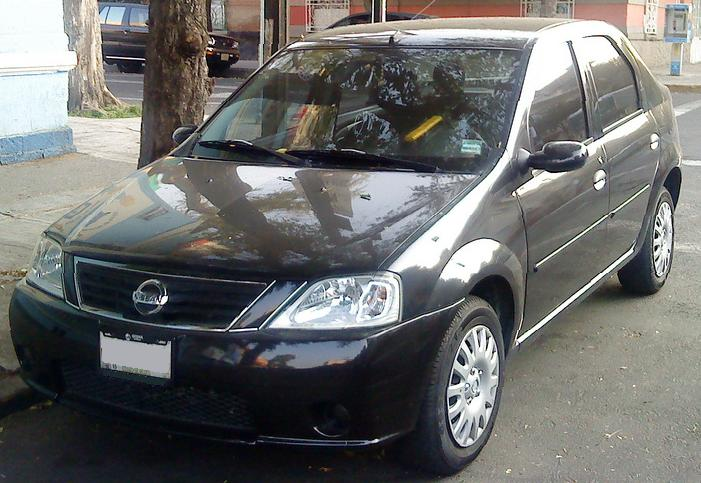
2008 نيسان أبريو (المكسيك)
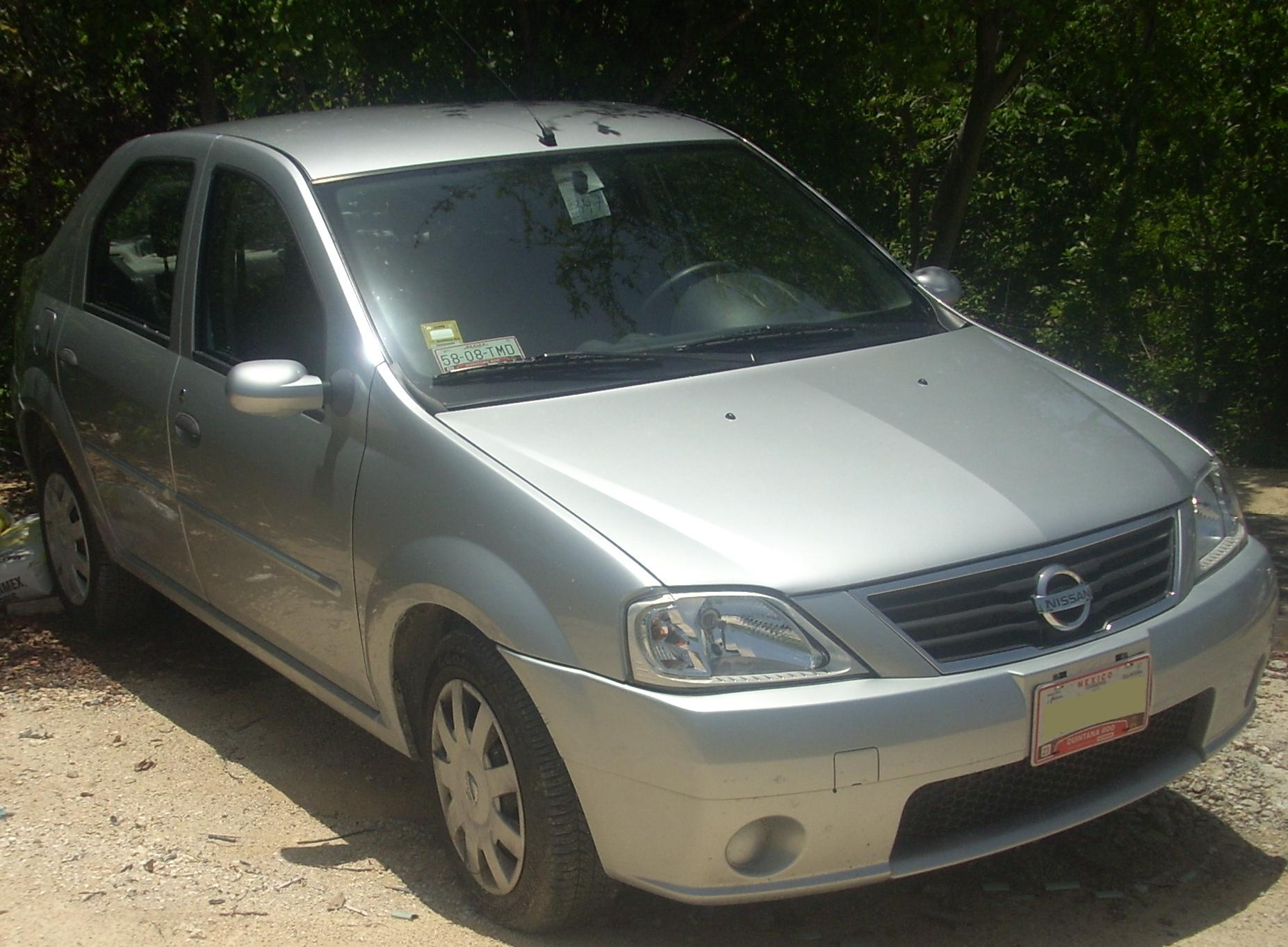
2008 نيسان أبريو
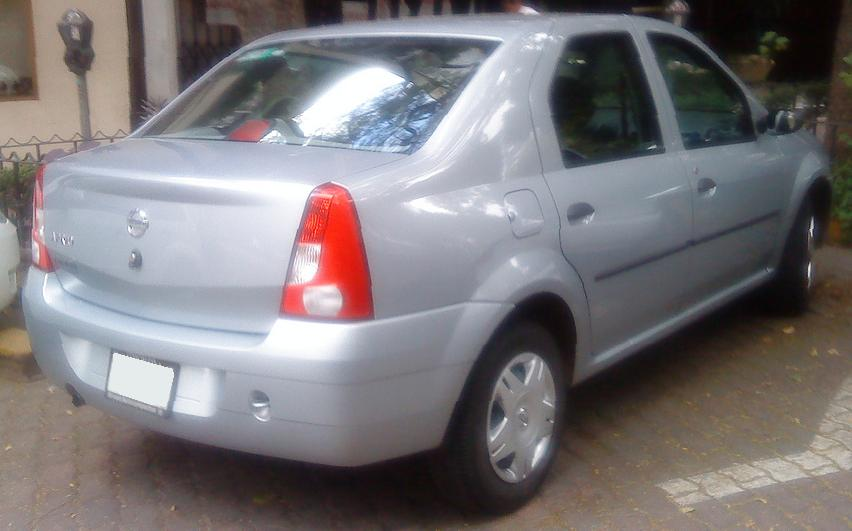
2008 نيسان أبريو

#### اليرازيل
في البرازيل، تم تصنيعها من قبل رينو في مصنع ساو جوزيه دوس بينهايس منذ عام 2007، مع طرح النموذج المحسن في عام 2010. في جنوب إفريقيا، تم تصنيع نسخة البيك أب فقط، في مصنع نيسان في روسلين، بدءاً من عام 2009.

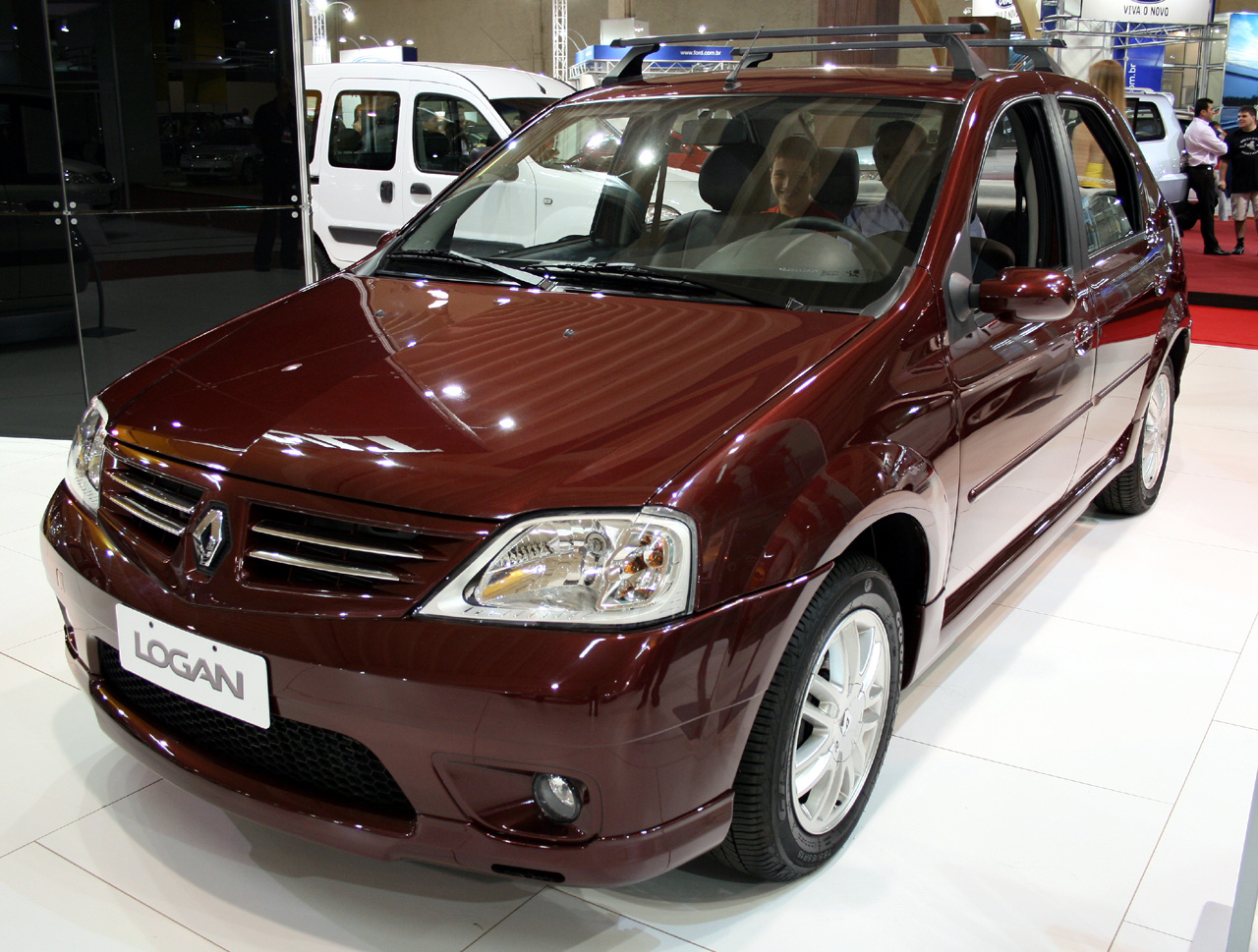
2007 رينو لوجان (البرازيل)
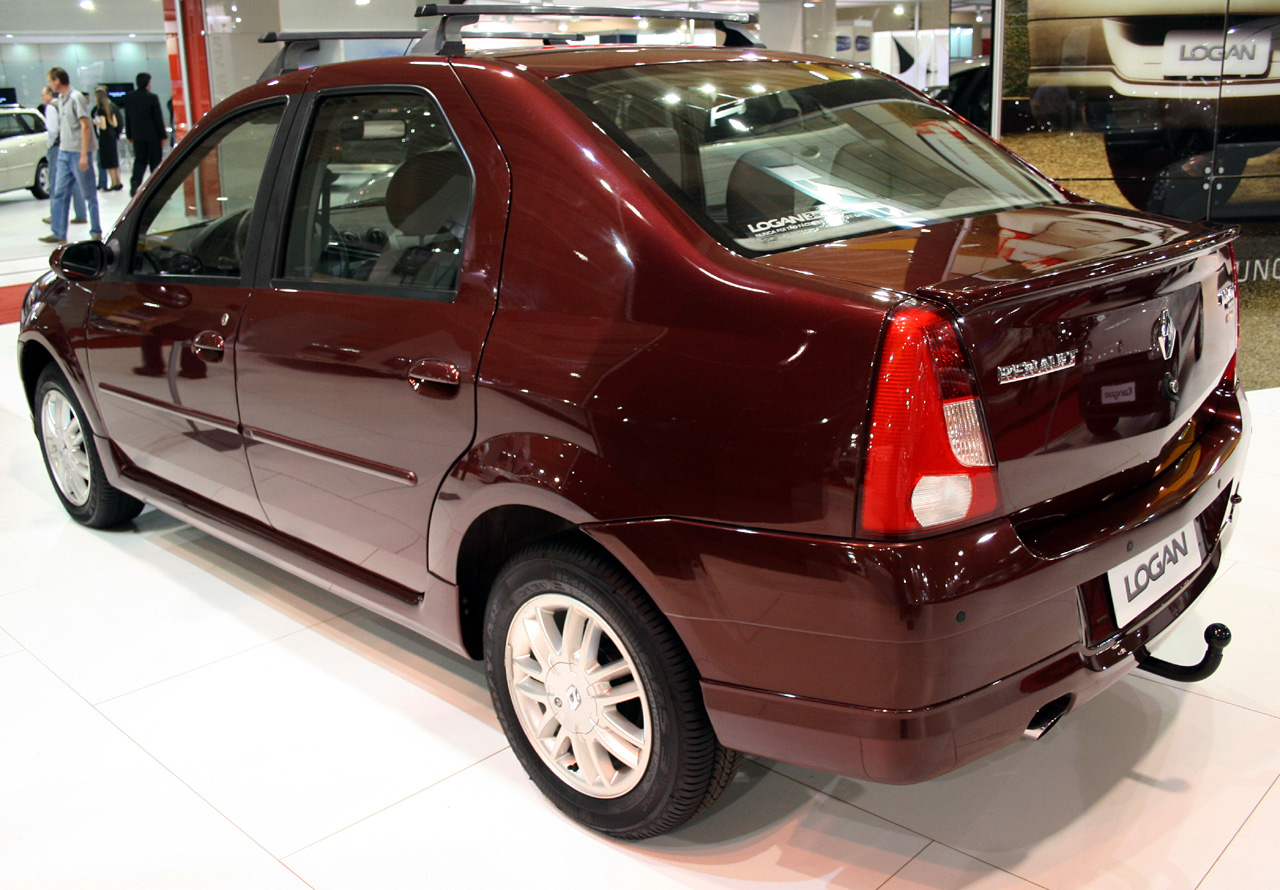
2007 رينو لوجان (البرازيل)
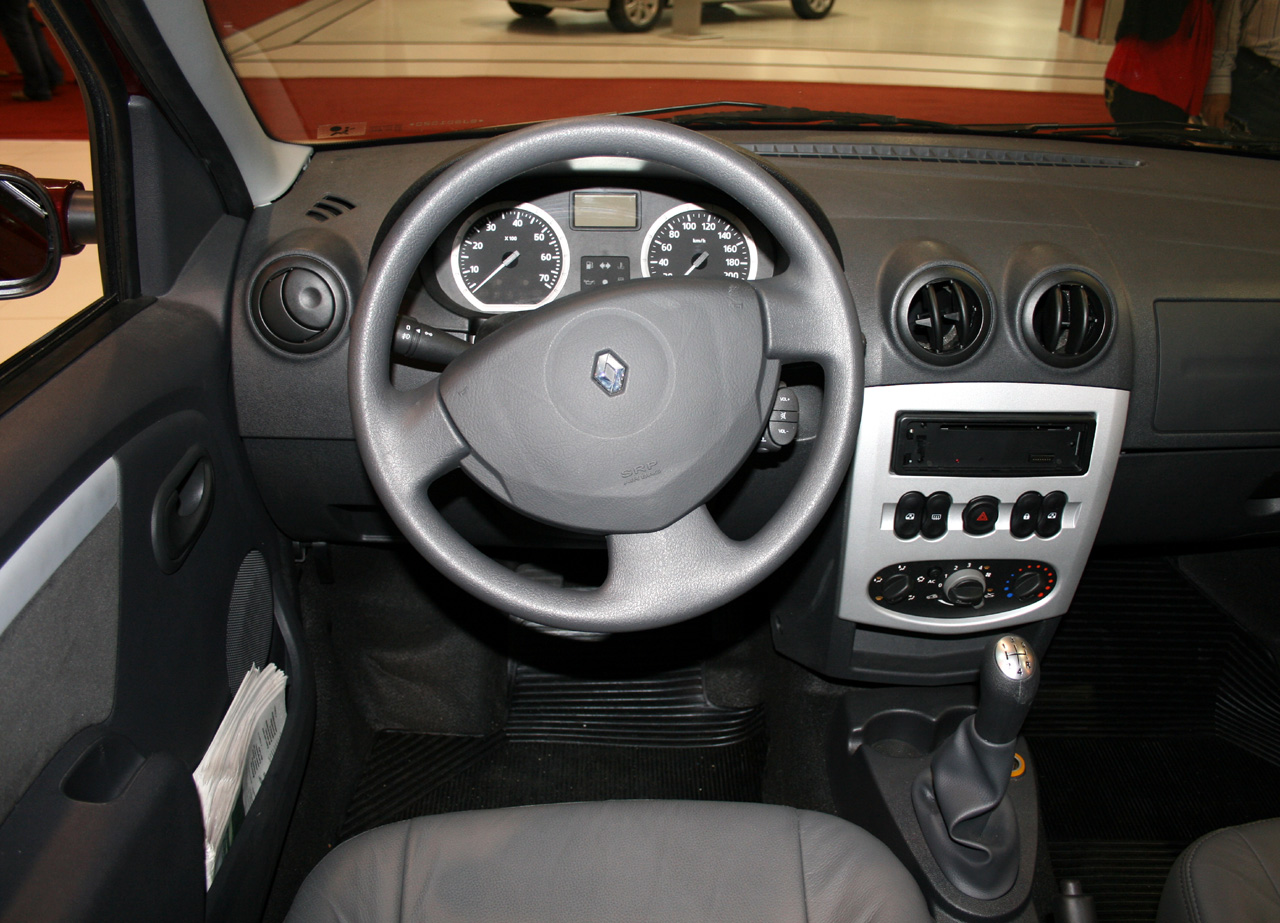
2007 رينو لوجان (البرازيل)
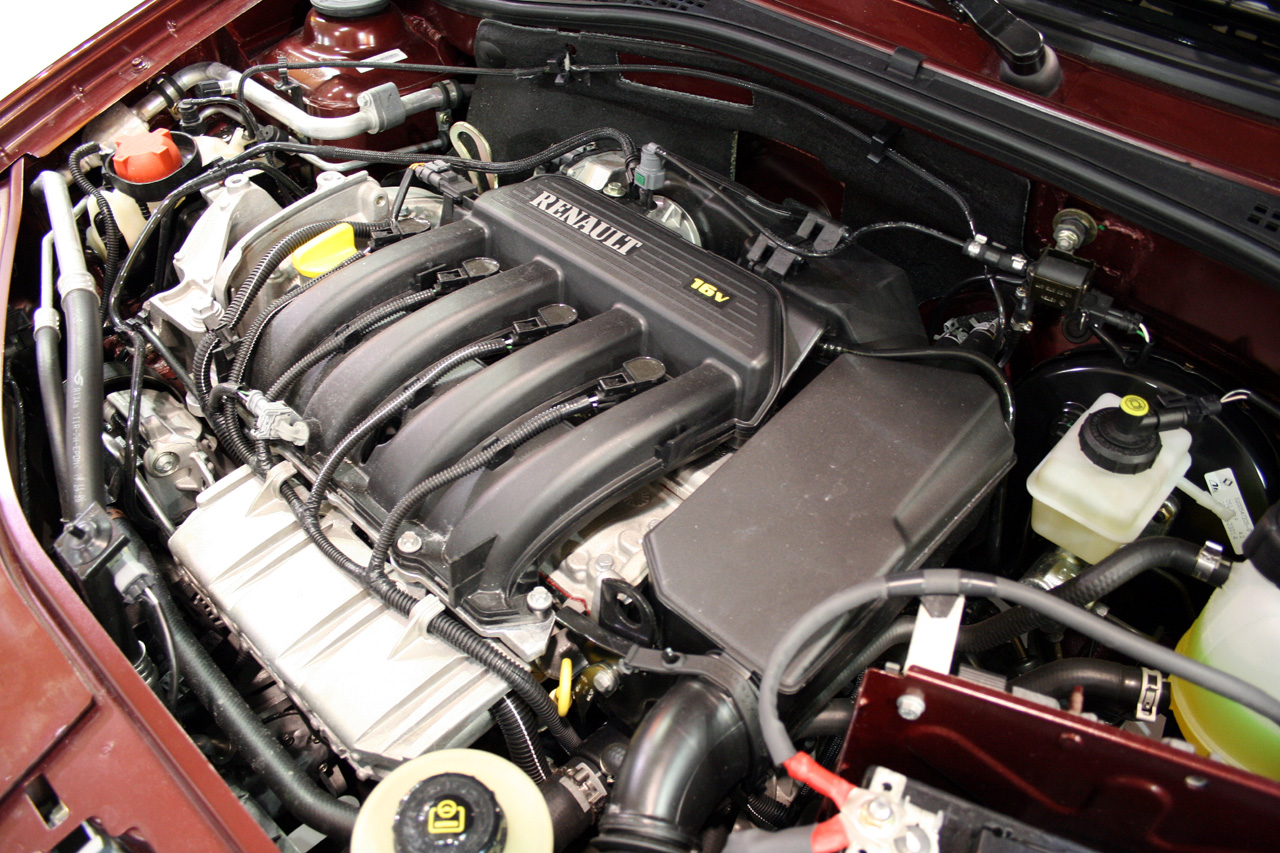
2007 رينو لوجان (البرازيل)

#### الهند
في الهند، تم تسويق لوجان باسم ماهيندرا رينو لوجان. في عام 2005، دخلت رينو في شراكة مع شركة تصنيع المركبات التجارية والمرافق الهندية ماهيندرا آند ماهيندرا (M&M). تم إطلاق لوجان في الهند في أبريل 2007، بالتعاون مع ماهيندرا، الذي ساعد رينو في خفض التكاليف بنسبة 15٪. كانت الهند أول سوق للقيادة اليمنى لوجان. لم تتمكن لوغان من وضع العلامة في السوق الهندية، حيث بيعت ما يزيد قليلاً عن 44000 سيارة منذ ذلك الحين، وأكثر من 2600 مركبة في نيبال وجنوب إفريقيا (ماهيندرا آند ماهيندرا لديها أيضاً ترخيص بيع لوجان في الهند ونيبال وجنوب إفريقيا). أدى تصميمها المحرج إلى مبيعات أقل من المتوقع. في أبريل 2010، أُعلن أن ماهيندرا آند ماهيندرا قد اشترت رينو بنسبة 49 ٪ في مشروع ماهيندرا رينو المشترك. أعطت الاتفاقية الجديدة ماهيندرا آند ماهيندرا مزيداً من المرونة في هندسة السيارة لتناسب احتياجات المستهلك الهندي. تم تسويق سيارة لوجان بشعار ماهيندرا رينو حتى نهاية مارس 2011.

#### ماهيندرا فيريتو
بعد حل المشروع الهندي المشترك بين رينو إنديا وإم آند إم في عام 2010، احتفظت ماهيندرا بحقوق إنتاج وبيع لوجان تحت اسمها الخاص ماهيندرا فيريتو، مع تعديلات طفيفة في المقدمة، ولكن مع الاحتفاظ بمحركات الديزل رينو. في 26 يوليو 2012، تم الكشف عن نسخة محسنة من السيارة من قبل ماهيندرا في نيودلهي، وفي 5 يونيو 2013، تم إطلاق نسخة من نوتشباك في مومباي، تسمى ماهيندرا فيريتو فايب. تم إيقاف الإنتاج في 31 ديسمبر 2019.

تم بيع نسخة كهربائية من فيريتو سيدان ونسختها ذات الفتحة فيريتو فايب باسم ماهيندرا فيريتو من عام 2016. تم إيقاف الإنتاج في 31 ديسمبر 2019.

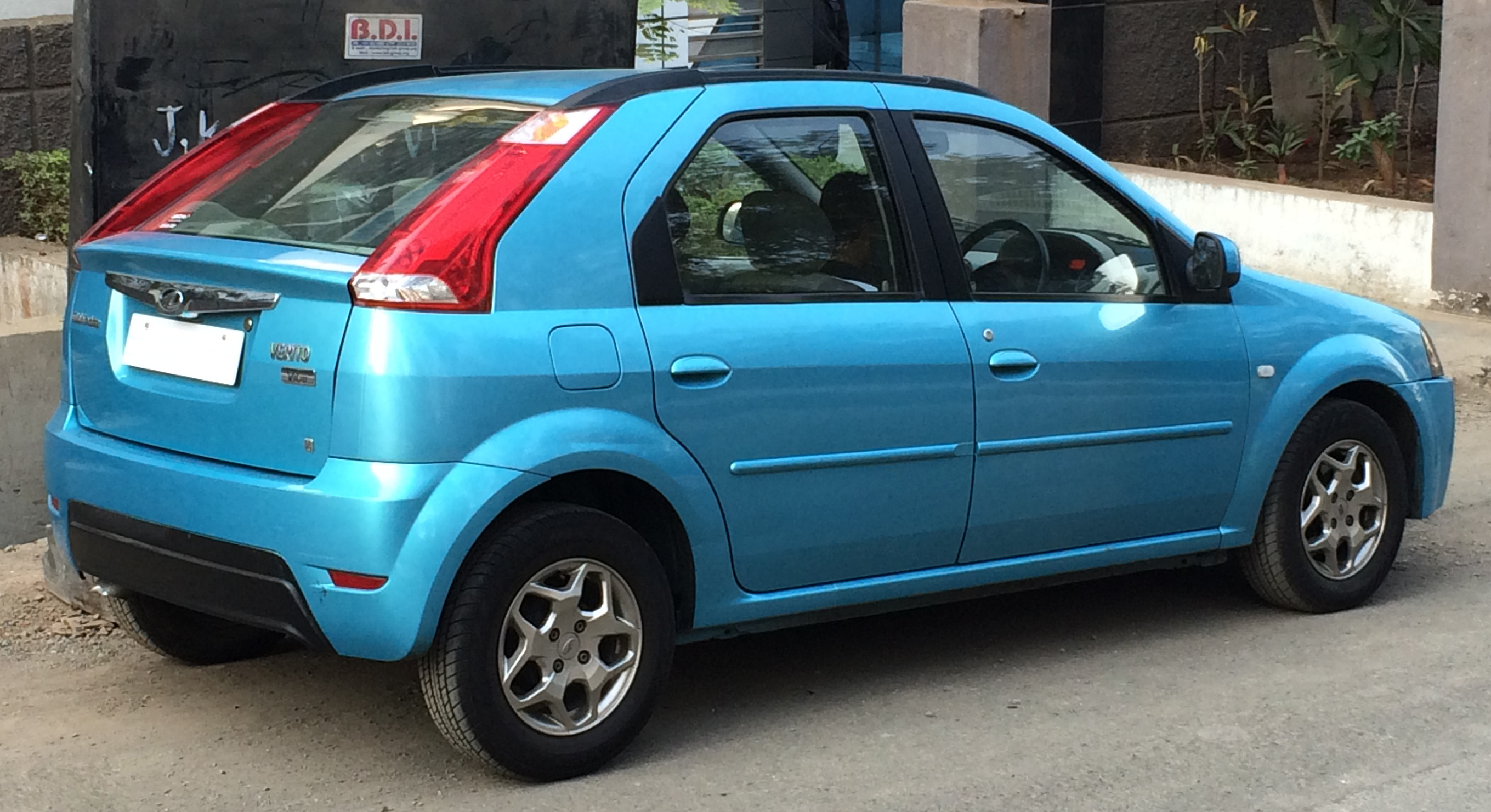
ماهيندرا فيريتو فيبي المستمدة نتشباك من طراز لوجان

#### الولايات المتحدة (نسخة كهربائية)
في الولايات المتحدة، أطلقت شركة شركة إنفيجن موتور ومقرها في دي موين بولاية أيوا محاولة لتسويق الإصدارات الكهربائية من العربة والشاحنة والشاحنة مثل EMC E36. تم تجميع السيارات بواسطة داسيا في رومانيا وتم تشغيلها بواسطة محرك غير متزامن بمدى 200 ميل (320 كم) لكل شحنة، مما يعطي سرعة قصوى للطريق السريع تصل إلى 75 ميلاً في الساعة (121 كم / ساعة). خططت EMC لاستخدام التكسير التجديدي مقترناً بناقل حركة أوتوماتيكي بدون تغيير. يمكن شحن البطارية من خلال قابس J1772 أو من منافذ الحائط إما 110 أو 220 فولت. انهار هذا المشروع منذ ذلك الحين إلى الإفلاس.

#### إيران
في عام 2007، بدأ تسويق سيارة لوجان التي تحمل علامة رينو توندار 90 في إيران بواسطة شركة رينو بارس، المصنعة من قبل بارس خودرو وإيران خودرو. في الشهر الأول من الإنتاج، تم طلب أكثر من 100000 توندار 90. رينو بارس هي مشروع مشترك، 51 في المائة منها مملوكة لرينو الفرنسية. تسعة وأربعون في المائة من أسهم رينو بارس مملوكة بشكل مشترك من قبل منظمة التنمية الصناعية والتجديد الإيرانية وإيكو ومجموعة سايبا.
تأسست الشركة عام 2003. في عام 2010، بدأ بارس خودر في إنتاج سنغ توندار 90s والذي يمكن أن يعمل على كل من البنزين والغاز الطبيعي المضغوط سنغ. توقف بارس خودرو عن إنتاج طرازات سنغ في عام 2012.
في عام 2013، بدأت إيكو في إنتاج توندار 90s مع علبة التروس الأوتوماتيكية وجعلوها تتوافق أيضاً مع معايير يورو 5. يتم بيع نسخة محسنة باسم توندار 90 بلس، إلى جانب النسخة الأصلية. هناك أيضاً نسخة صغيرة تسمى توندار بيك أب.
بحلول عام 2020، غادرت رينو السوق الإيرانية، لكن شريكها السابق سايبا (والدة بارس خودرو) كان يصنع نسخة محدثة من توندار 90 / إل90، تسمى سايبا رينو بارس توندار، مع أكثر من 85٪ من الأجزاء المحلية.

### الإنتاج
بدأ إنتاج لوجان بسيارة سيدان ذات 4 أبواب، تلتها عربة واغن في سبتمبر 2006. أربعة موديلات أخرى، شاحنة بيك أب، شاحنة صغيرة، هاتشباك ذات صلة (سانديرو) وسيارة سيدان محسنة تبعها في عامي 2007 و2008. داسيا  بلغت مبيعات عام 2006 أكثر من 1.5 مليار يورو، بزيادة 19.6٪ عن عام 2005. وصل الإنتاج السنوي إلى ما يقرب من 250 ألف سيارة، نصفها للتصدير. اعتباراً من مارس 2009، تم بيع أكثر من 1.3 مليون مركبة على منصة لوغان في جميع أنحاء العالم. في 3 سبتمبر 2009، تم الإعلان عن إنتاج مليون سيارة داسيا على منصة لوغان إكس 90 في مصنع سانديرو وستيبواي.
أحد أسباب الزيادة في المبيعات هو الاعتماد على سيارات داسيا. في استطلاع حديث أجرته مجلة فرنسية، تم التصويت على سيارات داسيا كواحدة من أكثر السيارات أماناً في فرنسا. سبب آخر هو انخفاض تكاليف الصيانة والإصلاح.  وفقًا للمسح، كانت سيارات داسيا هي الأرخص من حيث الصيانة والإصلاح. في ألمانيا، تم وضع داسيا في المركز الثاني في دراسة الرضا عن ملكية المركبات لعام 2010 الصادرة عن جيه دي باور وشركاه في يونيو 2010.

### أنماط الجسم

#### لوجان ميني فان المدمجة
لوجان إم سي في (مركبة كونيفيفال متعددة)، تم إطلاقها في معرض باريس للسيارات 2006، هي نسخة ستيشن واغن من لوجان. تحتوي على 5 أو 7 مقاعد، مع مساحة أمتعة تتراوح بين 200 و2350 لتراً اعتماداً على عدد المقاعد المطوية، ومساحات تخزين متعددة للأشياء الأصغر. لها قاعدة عجلات أطول بـ 275 مم (10.8 بوصة) من الصالون، وأبواب خلفية أكبر لسهولة الوصول إلى الصف الثالث من المقاعد. وهي تستخدم نفس محركات الصالون، وكان التحسن المهم هو توافر الوسائد الهوائية الجانبية. لقد تم اعتباره منافساً لمركبات ميني فان المدمجة، لأبعادها وسعة 7 مقاعد.
بدأت المبيعات في السوق الرومانية في أكتوبر 2006 بأسعار تتراوح بين 8,200 يورو و12550 يورو، بينما بدأت المبيعات إلى بلدان أخرى في أوائل عام 2007. وتم إصدار نسخة معدلة، مع مصابيح جديدة ومصد من سيارة لوجان الجديدة. في أواخر عام 2008. اعتباراً من يونيو 2010، أنتجت داسيا 300000 مركبة لوجان ميني فان المدمجة.
منذ عام 2012، يتم إنتاجه أيضاً في روسيا، بواسطة شركة أفتو فاز، تحت الاسم التجاري لادا لارجوس، بعد أن تم عرضه سابقاً في معرض موسكو الدولي للسيارات 2010 باسم مشروع لادا آر 90. كما يتم تقديمه أيضاً بعناصر جسم متقاطعة مثل لارجوس كروس.

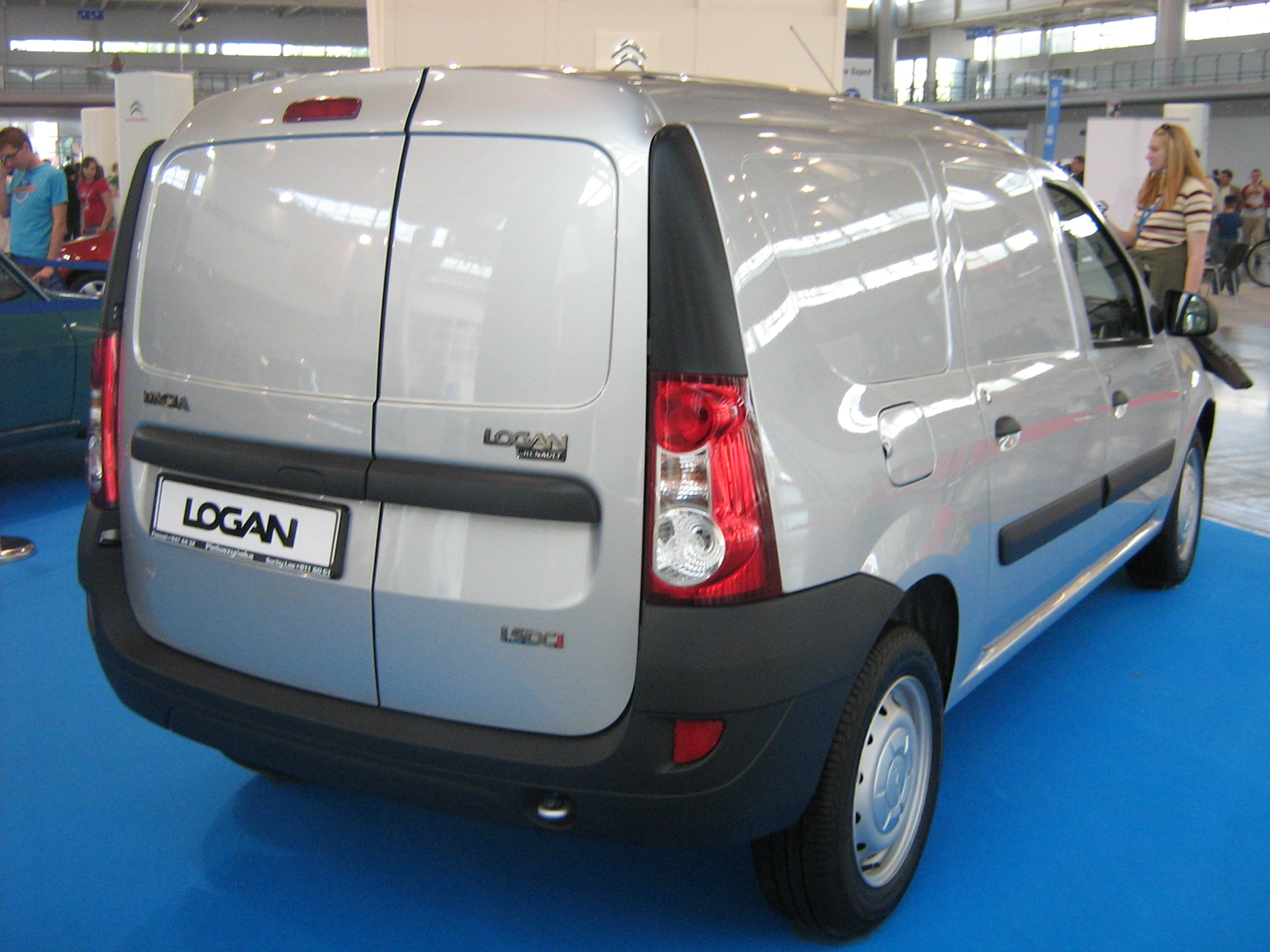
داسيا لوجان فان

#### لوجان فان
تم إطلاق طراز فان لوجان في 23 يناير 2007، في بوخارست. إنها مركبة موجهة للأعمال الصغيرة، مع مساحة تحميل تبلغ 2500 لتر وحمولة صافية تبلغ 800 كجم. إن سيارة لوغان فان هي نوعاً ما ميني فان المدمجة بدون النوافذ الجانبية الخلفية، وبالتالي فهي تتمتع بنفس ميزات الأمان وتستخدم نفس المحركات مثل الطرز الأخرى (باستثناء محرك 1.6 16v). توقف إنتاج هذا النموذج في أغسطس 2012. منذ إطلاقه، تم تصنيع أكثر من 53000 وحدة. لا يزال يتم إنتاج نسخة الشاحنة الصغيرة في أفتو فاز.

#### لوجان بيك اب

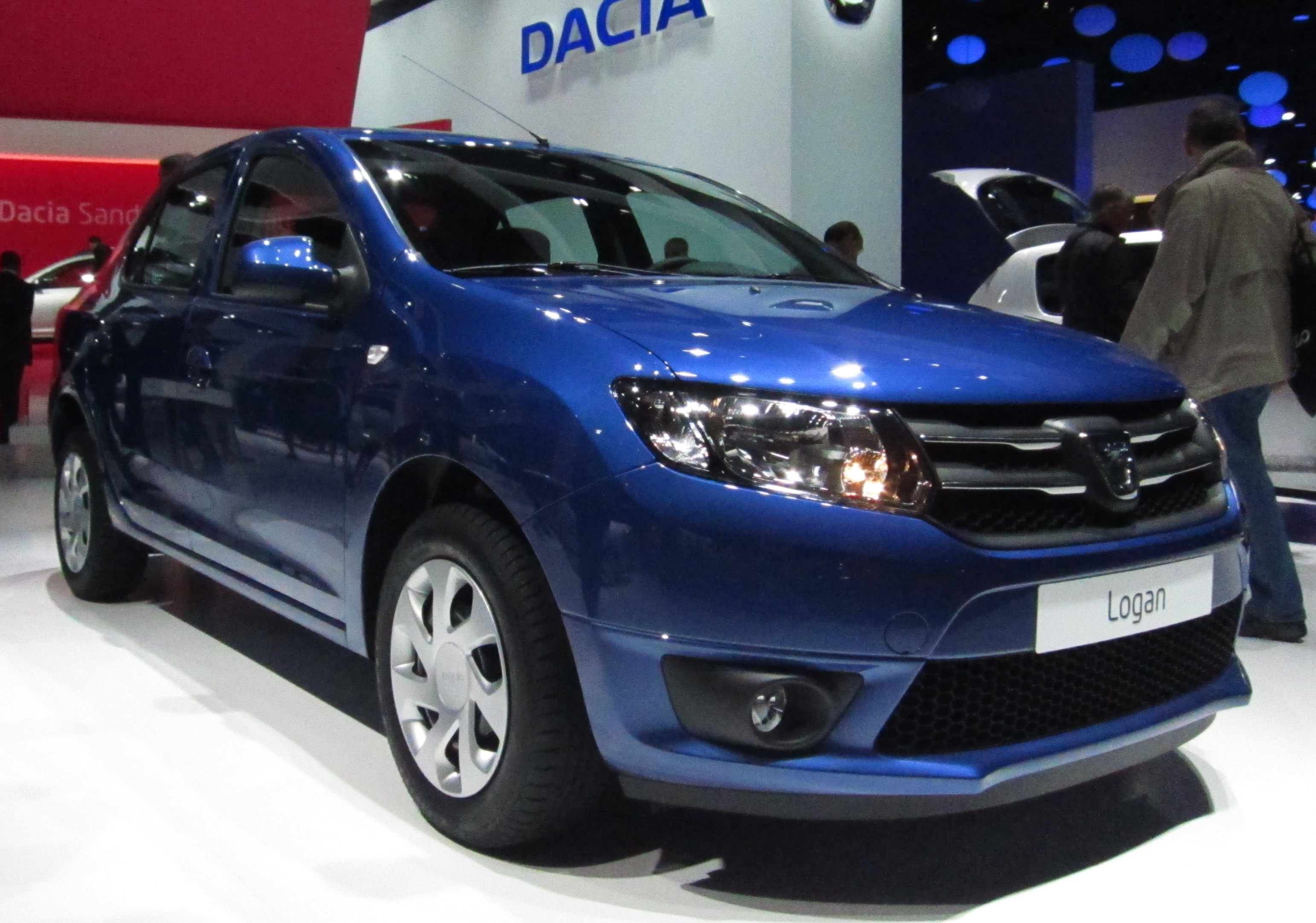

تم تقديم نسخة الكوبيه من لوجان، التي تستند أيضاً إلى ميني فان المدمجة، في 10 سبتمبر 2007 (4 أكتوبر 2007 في معرض بوخارست الدولي للسيارات)، واستبدلت داسيا بيك أب. بدأت المبيعات في رومانيا عام 2008، بسعر يتراوح بين 7300 و9450 يورو.
اعتباراً من أكتوبر 2008، تم بيع لوجان بيك أب في جنوب إفريقيا باسم نيسان NP200 بحوالي 115000 راند جنوب أفريقي. تشبه بصرياً النموذج الأصلي عند الإطلاق، تلقت عملية تجميل صغيرة في أوائل عام 2009. يتم بناؤها في مصنع نيسان خارج بريتوريا، جنبًا إلى جنب مع رينو سانديرو، ويتم تصديرها أيضاً إلى البلدان المجاورة مثل زيمبابوي. اعتباراً من عام 2017، تواصل نيسان جنوب إفريقيا تقديم البيك أب.
كما أنها معروضة، اعتباراً من 2018، في إيران، باسم رينو توندار بيك أب.

تم إيقاف لوغان بيك أب بواسطة داسيا في يوليو 2012، ولم تقدم الشركة طراز بيك أب جديد، داسيا دستر بيك أب حتى أكتوبر 2020.

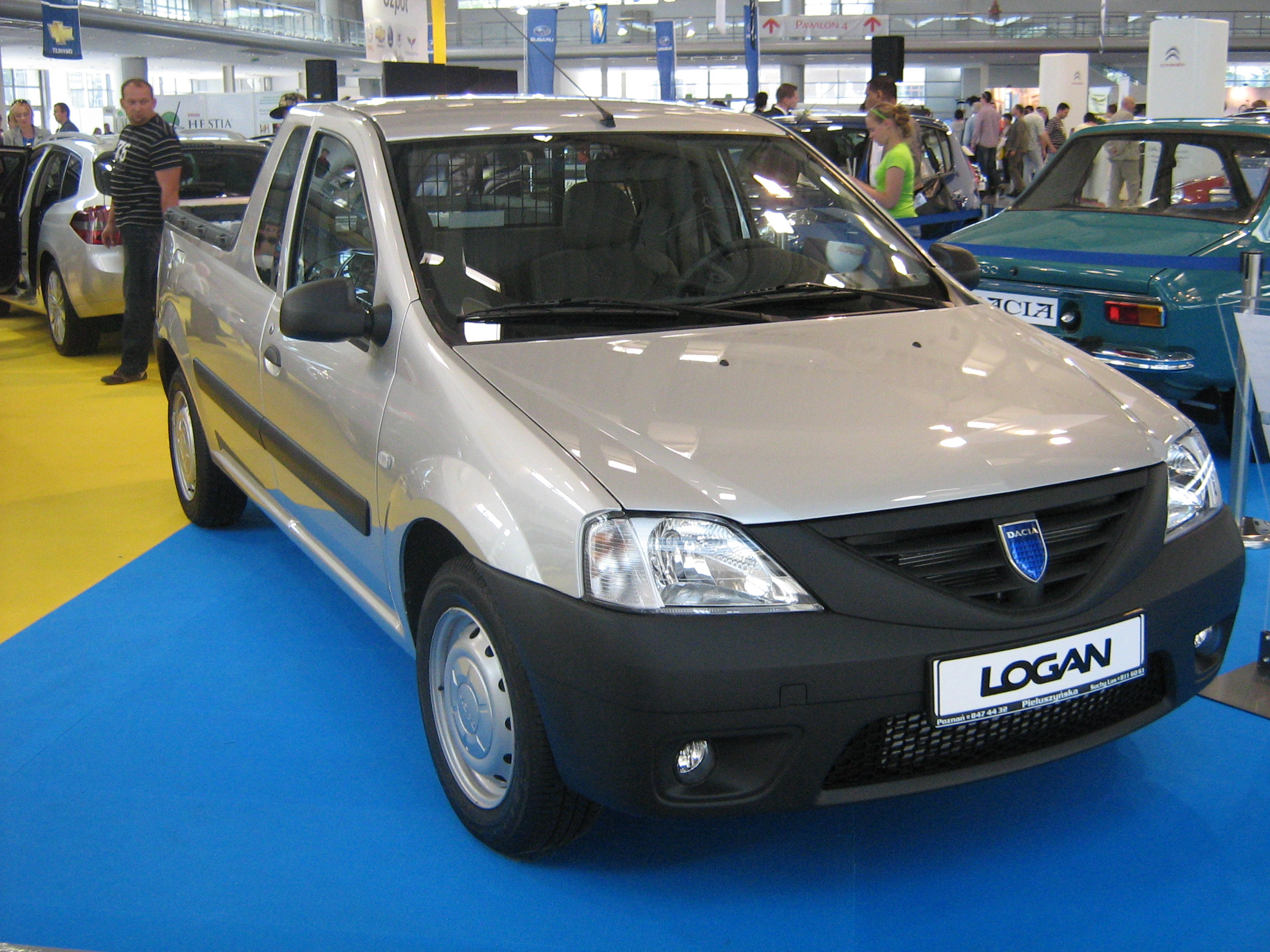
داسيا لوجان بيك اب 2009
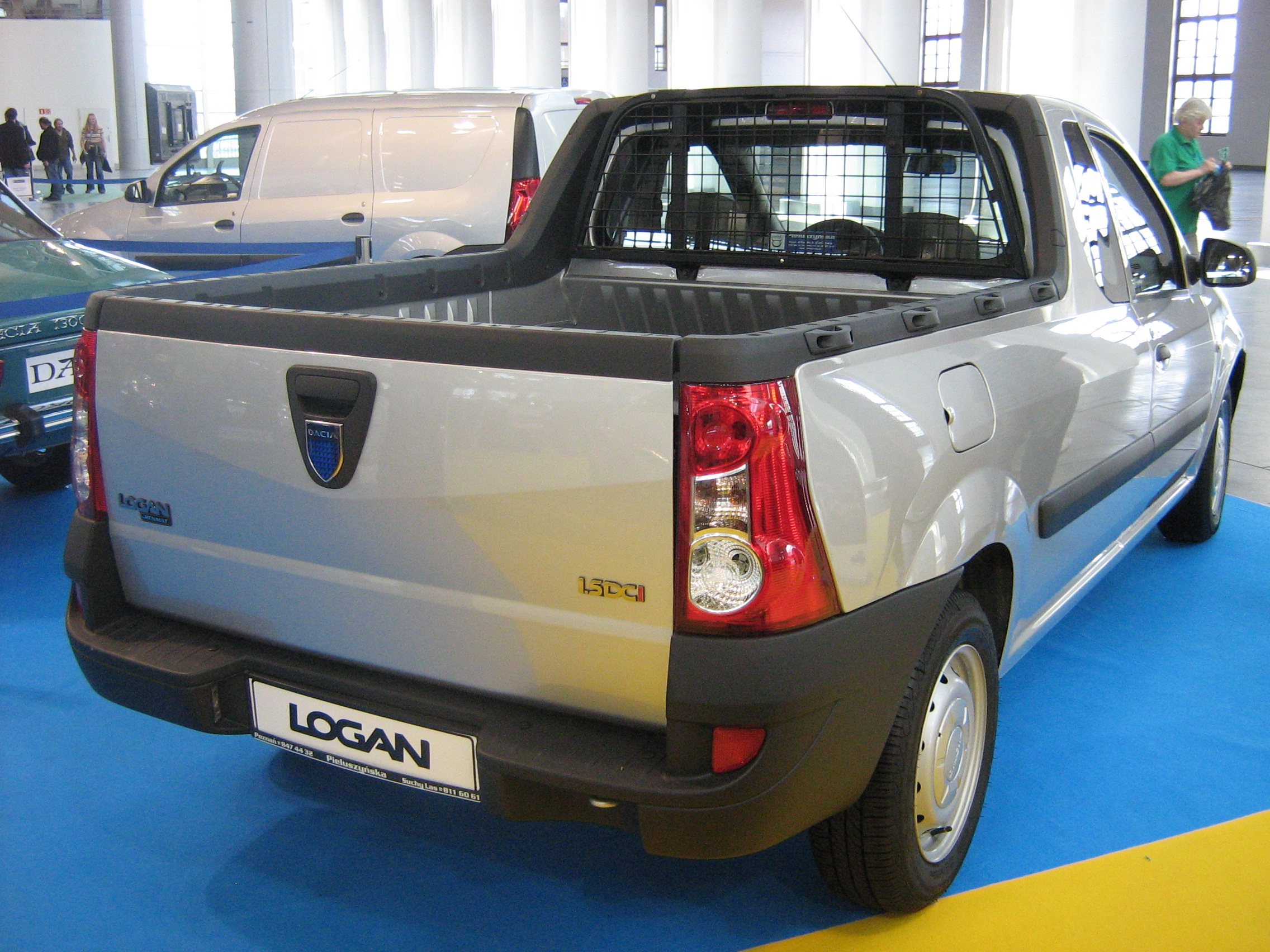
داسيا لوجان بيك اب 2009
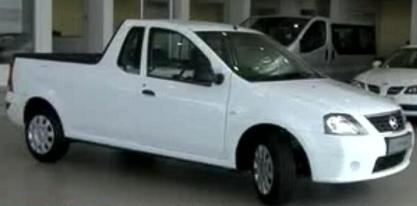
نيسان NP200

| لوجان الثاني      | لوجان الثاني |
| ملخص              | ملخص |
| ----------------- | --- |
| أيضا يسمى         | رينو سيمبولرينو لوجان |
| إنتاج             | 2012 إلى الوقت الحاضر |
| المجسم            | - رومانيا: ميوفيني - المغرب: الدار البيضاء (سومكة) طنجة (رينو - نيسان) - تركيا: بورصة (أوياك رينو) - روسيا: توغلياتي (أفتو فاز) - البرازيل: ساو جوزيه دوس بينهايس (رينو البرازيل) - كولومبيا: إنفيغادو (سوفاسا) - الأرجنتين: سانتا إيزابيل (رينو الأرجنتين) - الجزائر: وهران (رونو الجزائر)      |
| مصمم              | إردي تونجا (رينو ديزاين أوروبا الوسطى) |
| الجسم والشاسيه    | |
| نمط الجسم         | ستيشن واجن 4 أبواب صالون5 أبواب |
| منصة              | منصة داسيا M0 |
| متعلق ب           | داسيا سانديرو الثاني |
| مجموعة نقل الحركة | |
| محرك              | 0.9 لتر M281 I3 توربو (بنزين / غاز البترول المسال)1.0 لتر M281 I3 (بنزين)1.0 لتر 16 فولت D4D I4 (وقود مرن)1.2 لتر 16 فولت D4F I4 (بنزين)1.2 لتر 16 فولت D4F I4 (بنزين / غاز البترول المسال)1.6 لتر K7M I4 (بنزين)1.6 لتر K7M I4 (وقود مرن)1.6 لتر 16 فولت H4M I4 (وقود مرن)1.5 لتر K9K I4 (ديزل) |
| توصيل             | 5 سرعات يدوية 4 سرعات أوتوماتيكية 5 سرعات آلية اليدوي (إيزي آر)6 سرعات الآلي اليدويجاتكو JF015E CVT X-ترونيك |
| أبعاد             | |
| قاعدة العجلات     | 2,634 ملم (103.7 بوصة) (سيدان)2,635 ملم (103.7 بوصة) (عربة المحطة) |
| طول               | 4,346–4,380 مم (171.1–172.4 بوصة) (سيدان)4,494–4,528 ملم (176.9–178.3 بوصة) (عربة المحطة) |
| عرض               | 1,733-1,762 ملم (68.2-69.4 بوصة) |
| ارتفاع            | 1,517-1,576 ملم (59.7-62.0 بوصة) (سيدان)1,518-1,590 ملم (59.8-62.6 بوصة) (عربة المحطة) |
| كبح الوزن         | 976 - 1,268 كجم (2152 - 2795 رطلاً) |

## الجيل الثاني (2012)
للحصول على نسخة هاتشباك، انظر داشيا سانديرو § II.
كشفت داسيا عن الجيل الثاني من لوجان في معرض باريس للسيارات 2012. تم إصدار الصور الرسمية مع سيارة لوجان الجديدة في 17 سبتمبر 2012. تشترك في نفس تصميم الواجهة الأمامية مع الجيل الثاني من سانديرو، الذي تم الكشف عنه أيضاً في معرض السيارات، بالإضافة إلى عناصر أخرى أيضاً.

وفقاً لداسيا، تم تنفيذ 60٪ من أعمال التصميم في رومانيا، في مركز رينو الهندسي.

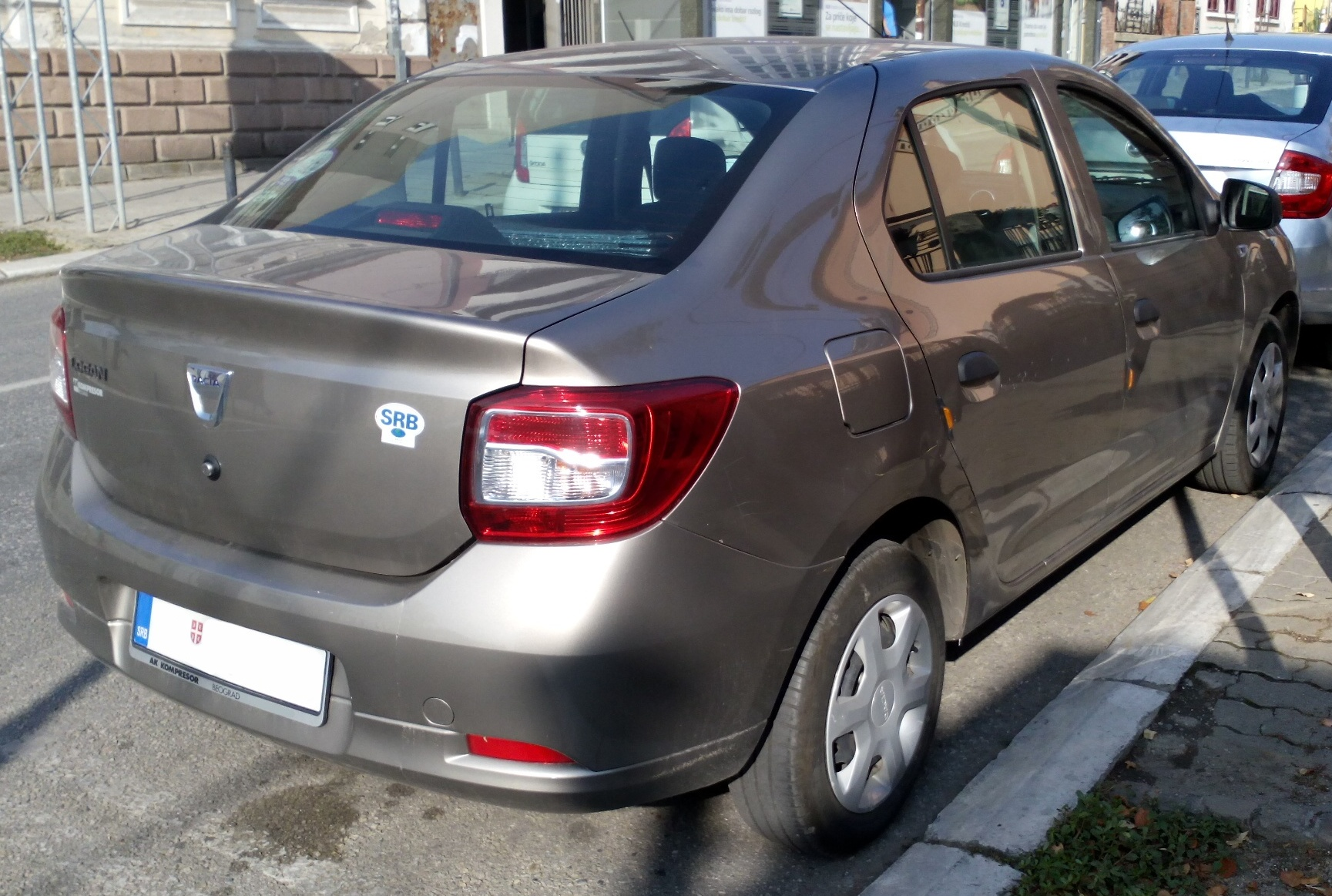
المنظر الخلفي (قبل شد الواجهة)
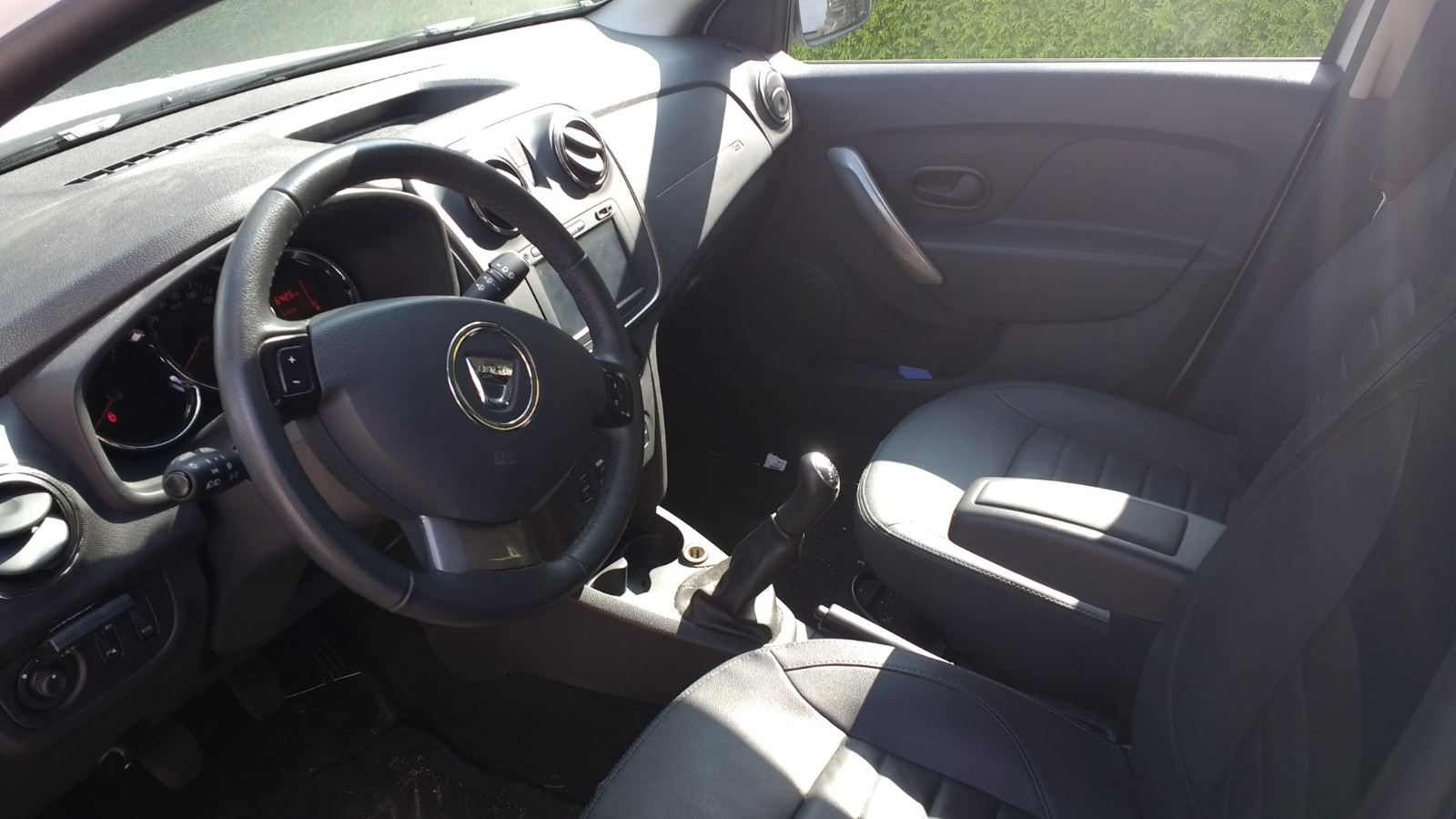
من الداخل
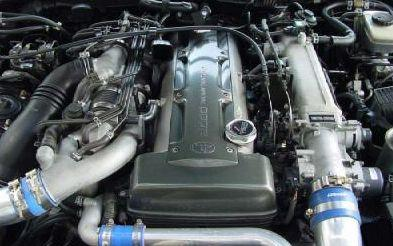
ام كي سوبرا

### السمات
من بين الميزات الجديدة التي تم تقديمها مع الطراز الجديد، كان هناك محرك بنزين جديد بثلاث أسطوانات بسعة 0.9 لتر بشاحن توربيني وقادر على تطوير 90 حصان (67 كيلو واط) و135 نيوتن متر (100 رطل قدم).  الخياران الآخران للمحرك هما محرك البنزين سعة 1.2 لتر ذو 16 صماماً، والمتوفر مبدئياً أيضاً كنوع من غاز البترول المسال، ومحرك الديزل سعة 1.5 لتر، والمتوفر بمخرجين للطاقة. تتشابه أرقام أدائهم في الغالب مع أرقام الجيل الثاني في سانديرو. في وقت لاحق، تم إيقاف متغير غاز نفطي مسال سعة 1.2 لتر، لصالح 0.9 TCe، لأن الأول لم يفي بمعايير الانبعاث يورو 6 الجديدة.

### الإضافات
ومن الإضافات الأخرى نظام ميديا ناف، الذي تم تقديمه بالفعل في وقت سابق من نفس العام على لودجي، ويتألف من شاشة تعمل باللمس مقاس 7 بوصات مع وظائف وسائط متعددة وبرنامج ملاحة مدرج. الميزات الجديدة الأخرى هي محدد السرعة، مثبت السرعة، حساسات ركن السيارة الخلفية، وسائد هوائية أمامية وجانبية، بالإضافة إلى أي بي أس وإي أس بي، كمعيار. تم تعديل الجزء الداخلي بشكل كبير، مع إضافة عناصر مطلية بالكروم جديدة، ويتم دعم غطاء المحرك الآن بدعامة. زر إيكو جديد، تم وضعه على لوحة العدادات، يحد من سرعة دوران المحرك إلى 4000 دورة في الدقيقة.
في نهاية عام 2014، بدأت داسيا في إنتاج محركات يورو 6، مع انبعاثات عادم مخفضة. اعتباراً من أغسطس 2015، تم تجهيز محرك 0.9 TCe بنظام بداية وإيقاف.
بدءاً من نهاية عام 2016، يتم تقديم مجموعة داسيا لوغان مع ناقل الحركة اليدوي الآلي داسيا إيزي آر.

### المتغيرات
في السوق الأوروبية، يتوفر لوغان الجديد في مستويات مختلفة من القطع: أكسس وأمبيانس ولاوريت وستيبواي وبرستيج.  
يأتي مستوى الوصول مع مصدات سوداء وتوجيه معزز، ولا يتوفر إلا مع المحرك سعة 1.2 لتر. يحتوي أمبيانس على مصدات بلون الهيكل وأغطية للعجلات ووظيفة الوضع الاقتصادي وأبواب قفل كهربائي ونوافذ أمامية كهربائية أو مشغل أقراص مضغوطة، وخيارات هناك طلاء معدني ومصابيح ضباب وتكييف. يضيف لاوريت مقابض أبواب بلون الهيكل ومصابيح ضباب ككمبيوتر قياسي وحاسوب للرحلات، ويمكن طلبها أيضاً بطلاء معدني أو نظام ميديا ناف أو تنجيد جلدي أو مستشعرات وقوف السيارات أو مثبت السرعة أو عجلات معدنية. هذا هو مستوى المعدات الوحيد المتاح لنسخة 90 حصان (67 كيلو واط) لمحرك الديزل سعة 1.5 لتر.
في يونيو 2014، تم توفير إصدار محدود للاحتفال بمرور 10 سنوات على إطلاق النموذج. سيتم إنتاج 2000 وحدة فقط من هذا الإصدار، والتي تتميز بمعدات جديدة مثل تكييف الهواء الأوتوماتيكي، ومصابيح ضباب بصرية مزدوجة، ومكررات مثبتة على المرآة، وعجلات مقاس 16 بوصة، إلى جانب العديد من عناصر التصميم الخاصة.
في أكتوبر 2015، أطلقت داسيا مستوى تقليم برستيج الجديد، والذي يحتوي على تكييف هواء أوتوماتيكي، وأجهزة إعادة إرسال مثبتة على المرآة وعجلات مقاس 16 بوصة.

### لوجان ميني فان
ظهرت النسخة العقارية للسيارة لأول مرة في معرض جنيف للسيارات 2013. ستحتفظ السيارة باسم ميني فان المدمجة، على الرغم من أنها الآن تمثل أقصى قدرة للمركبة، بدلاً من السيارة المتعددة التقليدية السابقة. لديها 5 مقاعد وسعة أمتعة تتراوح بين 573 لتراً (20.2 قدماً مكعباً) و1518 لتراً (53.6 قدماً مكعباً) وتتميز بنفس المعدات القياسية ونطاق المحرك مثل الصالون. بدأ تسويقه من النصف الثاني من عام 2013.

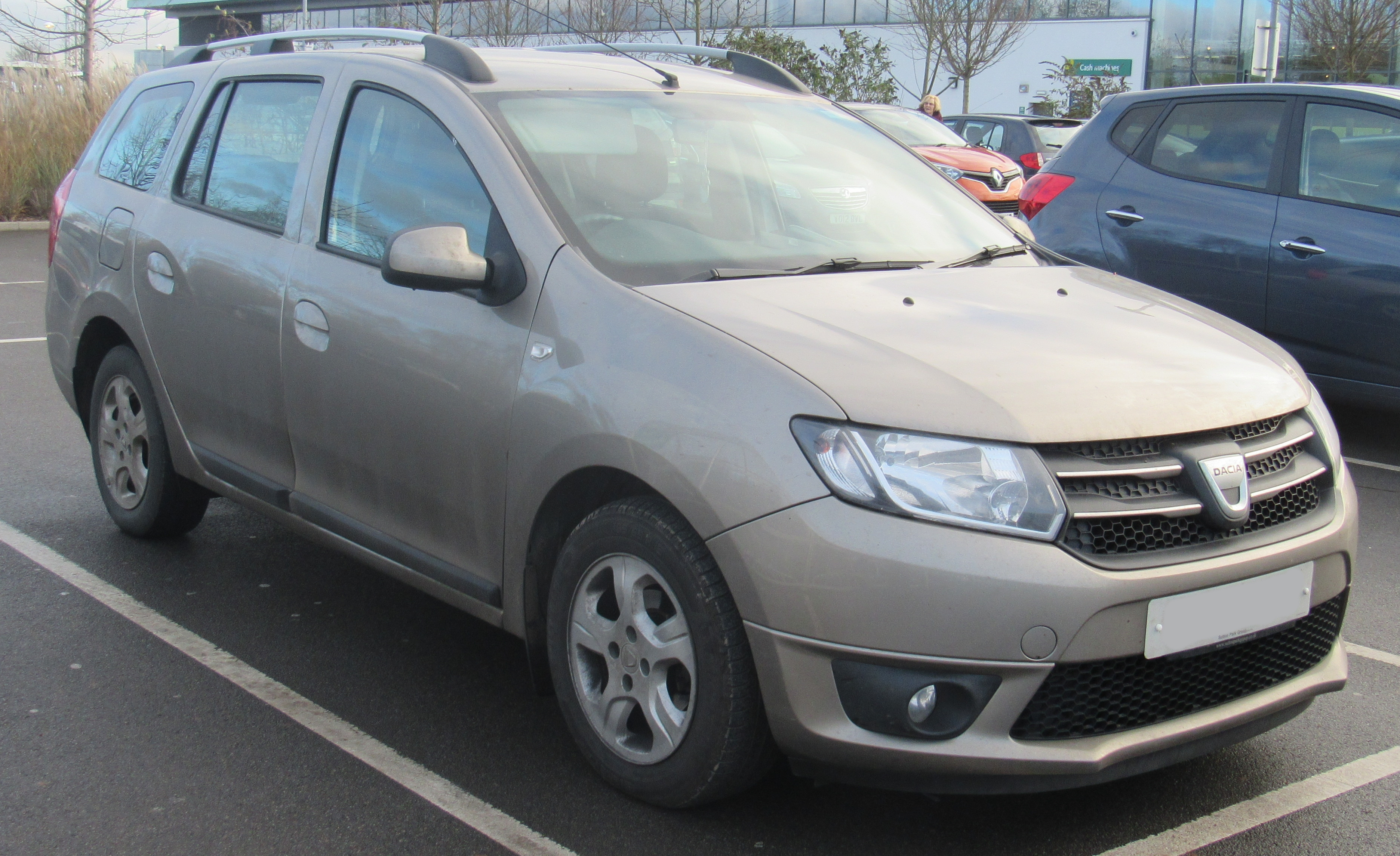
داسيا لوجان ميني فان (شد الواجهة)
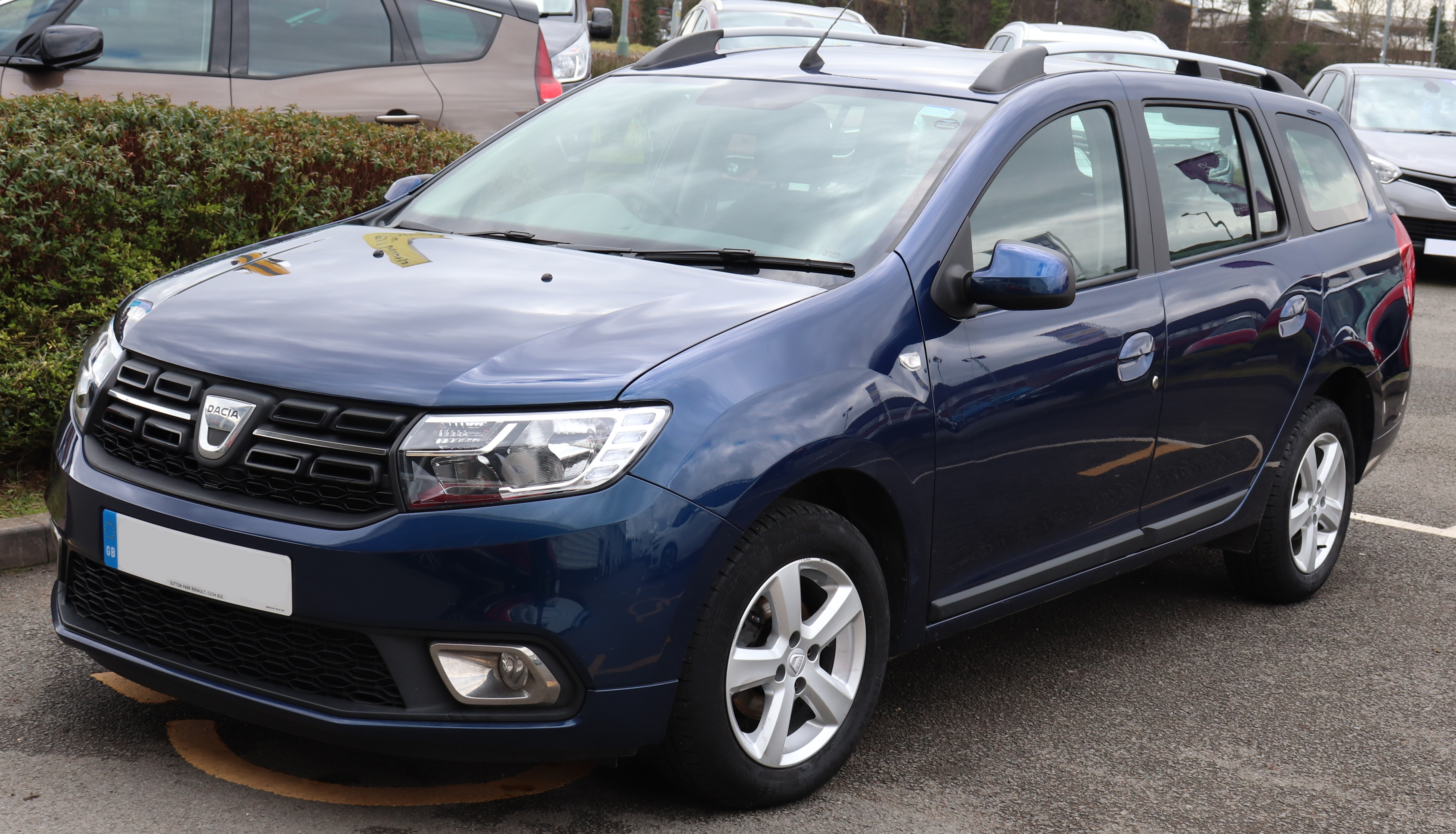
داسيا لوجان ميني فان (شد الواجهة 2016)
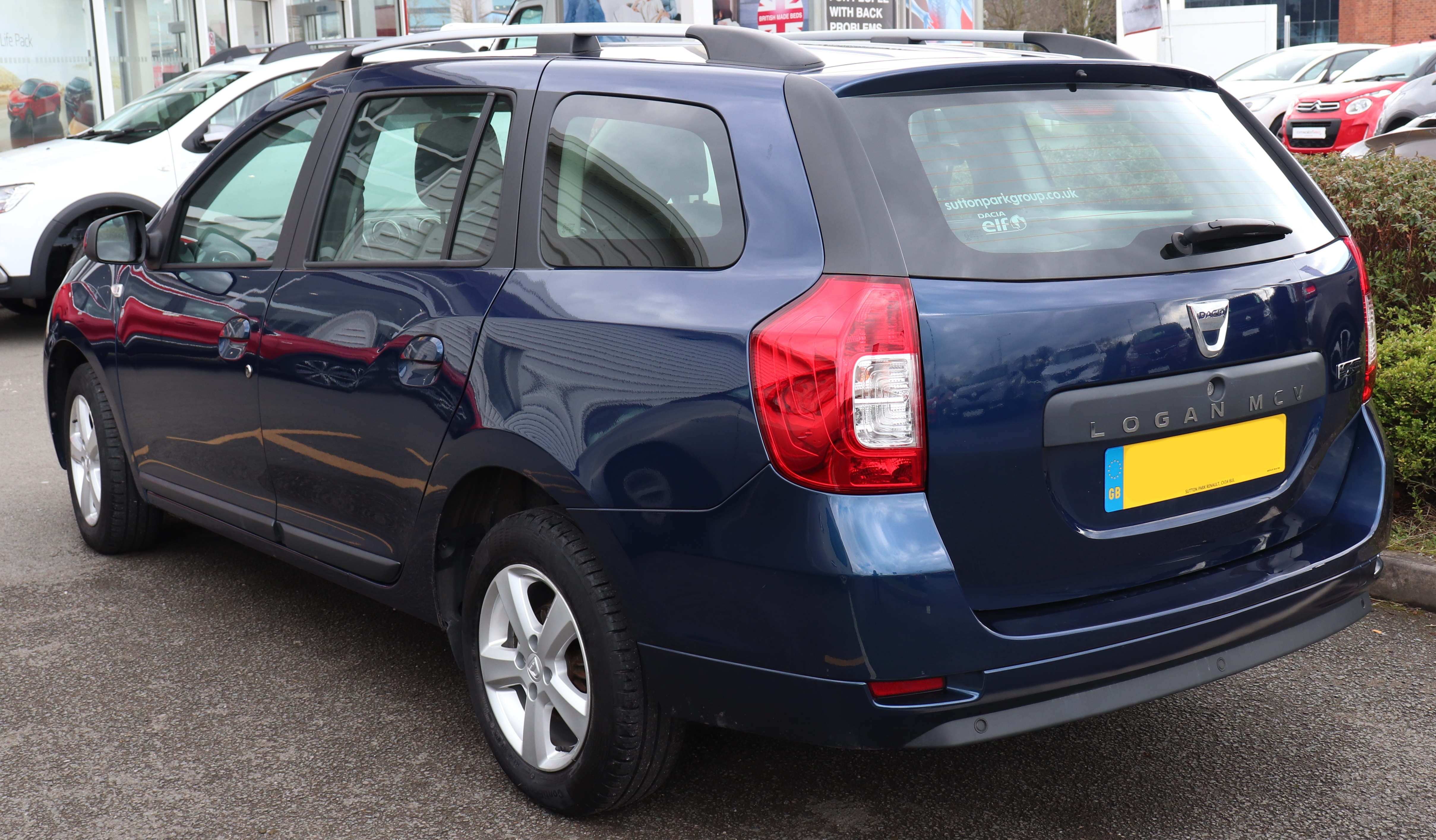
داسيا لوجان ميني فان (شد الواجهة 2016)

### شد الواجهة
قدمت داسيا عملية تجميل لوجان الجديدة في معرض باريس للسيارات 2016.  تتميز موديلات مصنعي السيارات الرومانية بتصميم جديد وعجلة قيادة جديدة ومحرك جديد سعة 1.0 لتر.
أراد مصممو داسيا إضفاء مظهر جديد على طرازات داسيا ويأتي الجانب الأمامي بالعديد من الميزات الجديدة. تم إعادة تصميم المصدات الأمامية والخلفية قليلاً وتتميز المصابيح الأمامية بتصميم جديد يتضمن مصابيح إل إي دي تعمل بالنهار (هذه هي المرة الأولى التي تقدم فيها طرازات داسيا مصابيح إل إي دي).  تكتمل الحزمة الجمالية بشبكة أمامية جديدة مماثلة لتلك الموجودة في دستر.

تشمل التغييرات الداخلية عجلة قيادة بأربعة أذرع تتضمن البوق وأزراراً جديدة وخطوطاً جديدة من الكروم لإضفاء مظهر جديد. هناك أيضاً بلاستيك لامع جديد يغطي لوحة القيادة ويتناسب بشكل أفضل مع نظام الوسائط المتعددة «ميديا ناف» الذي تلقى واجهة محدثة بدقة أفضل.

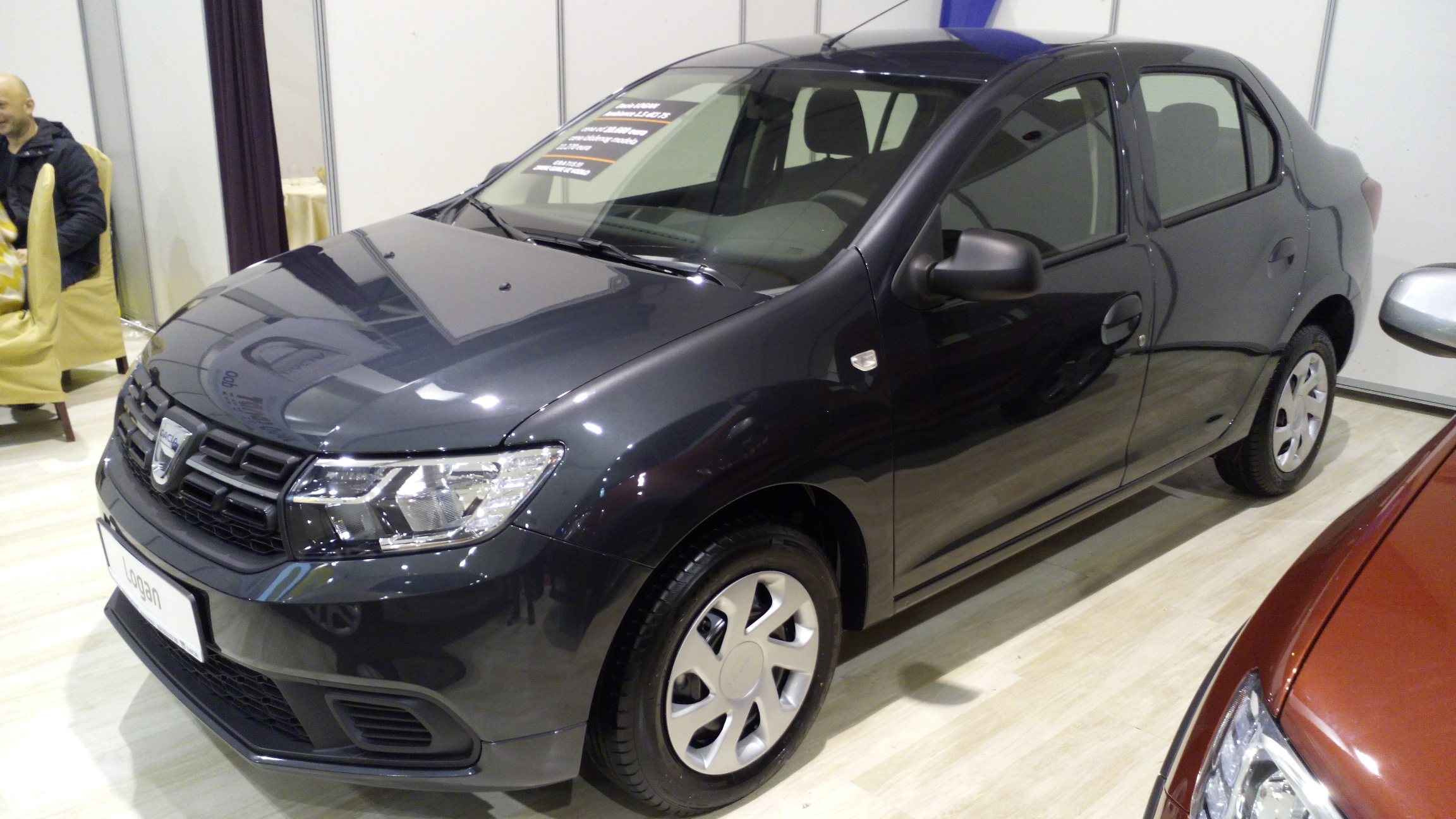
داسيا لوجان سيدان (شد الواجهة 2017)
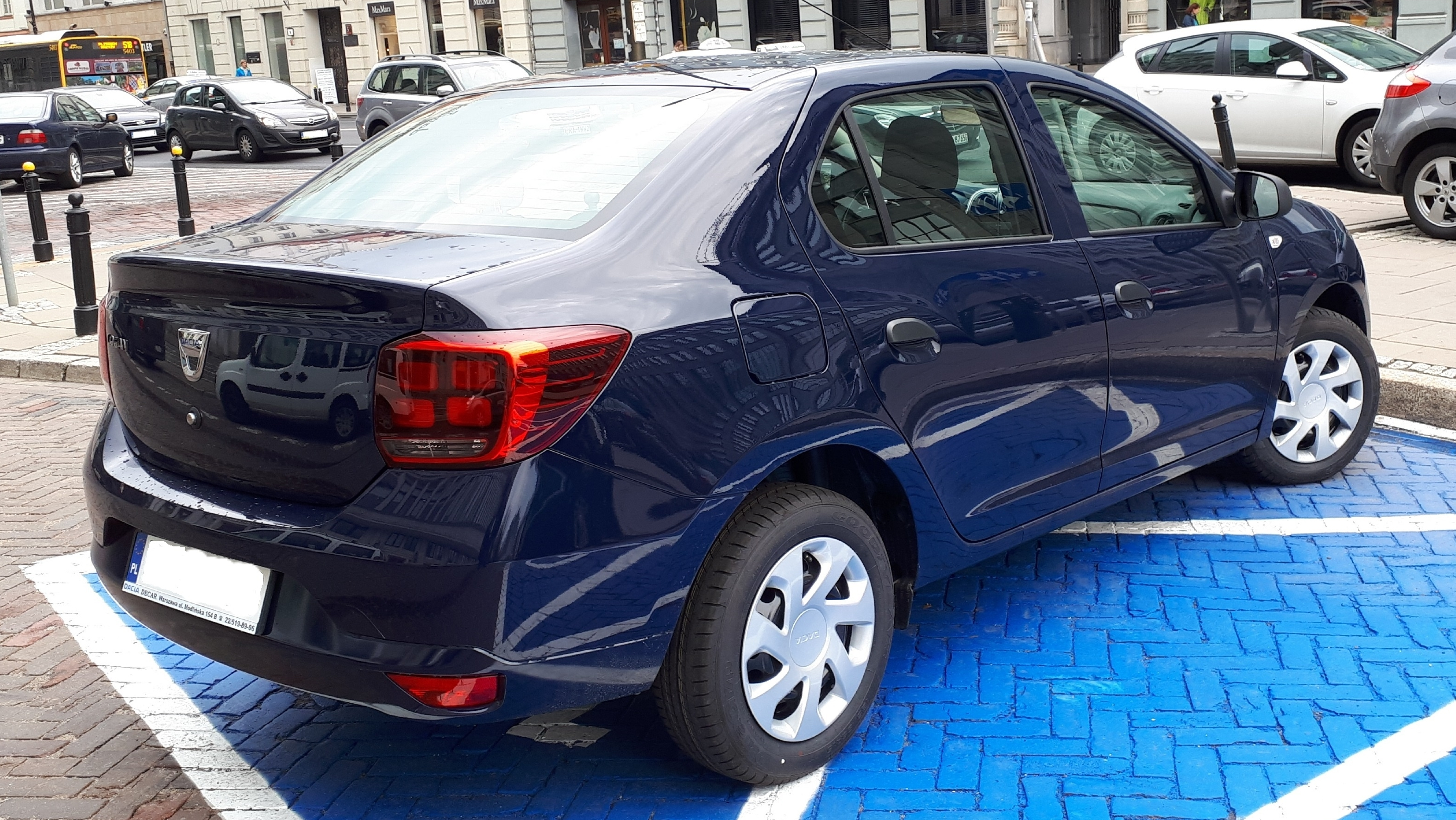
داسيا لوجان سيدان (شد الواجهة 2016)
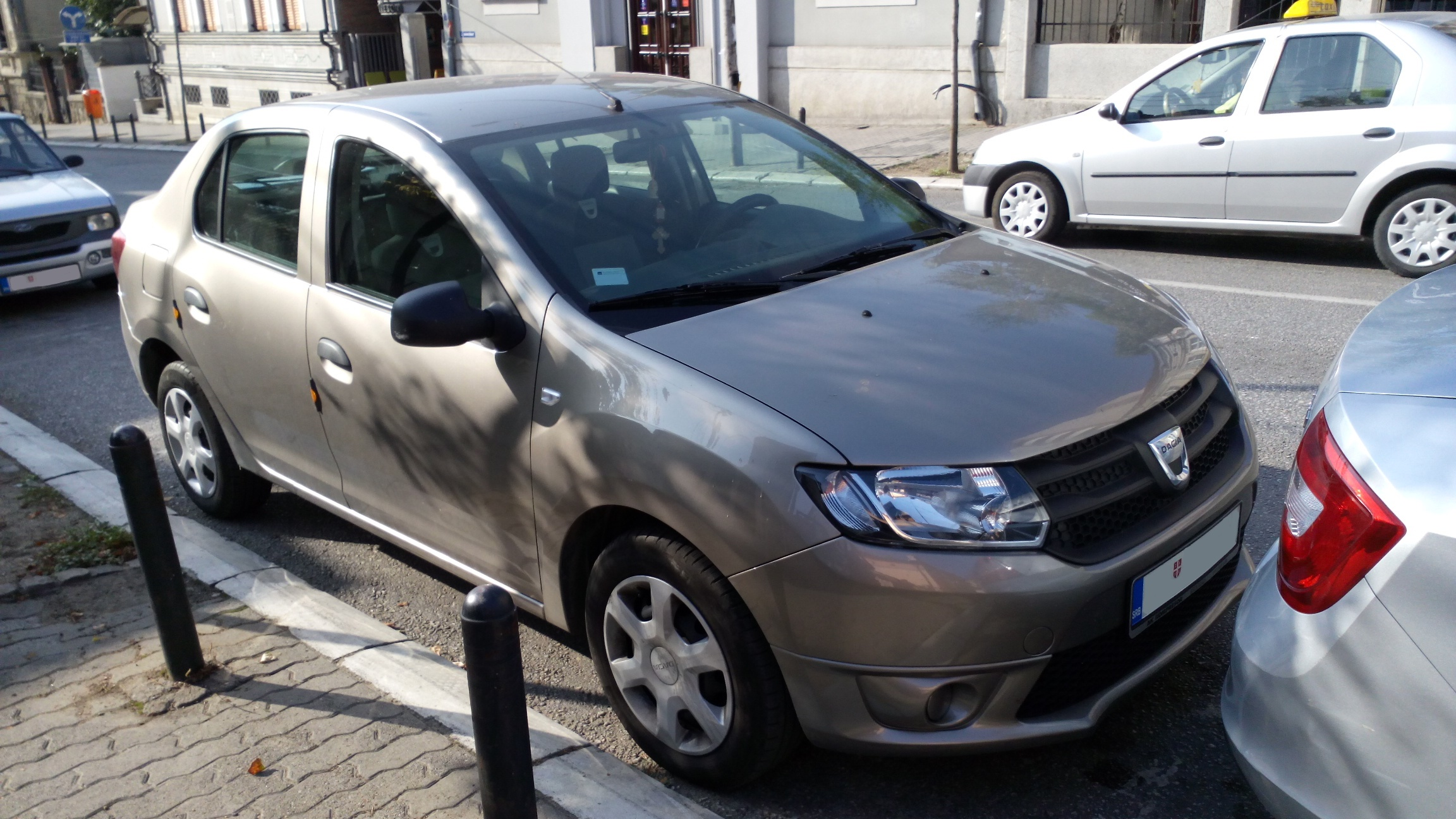
داسيا لوجان سيدان
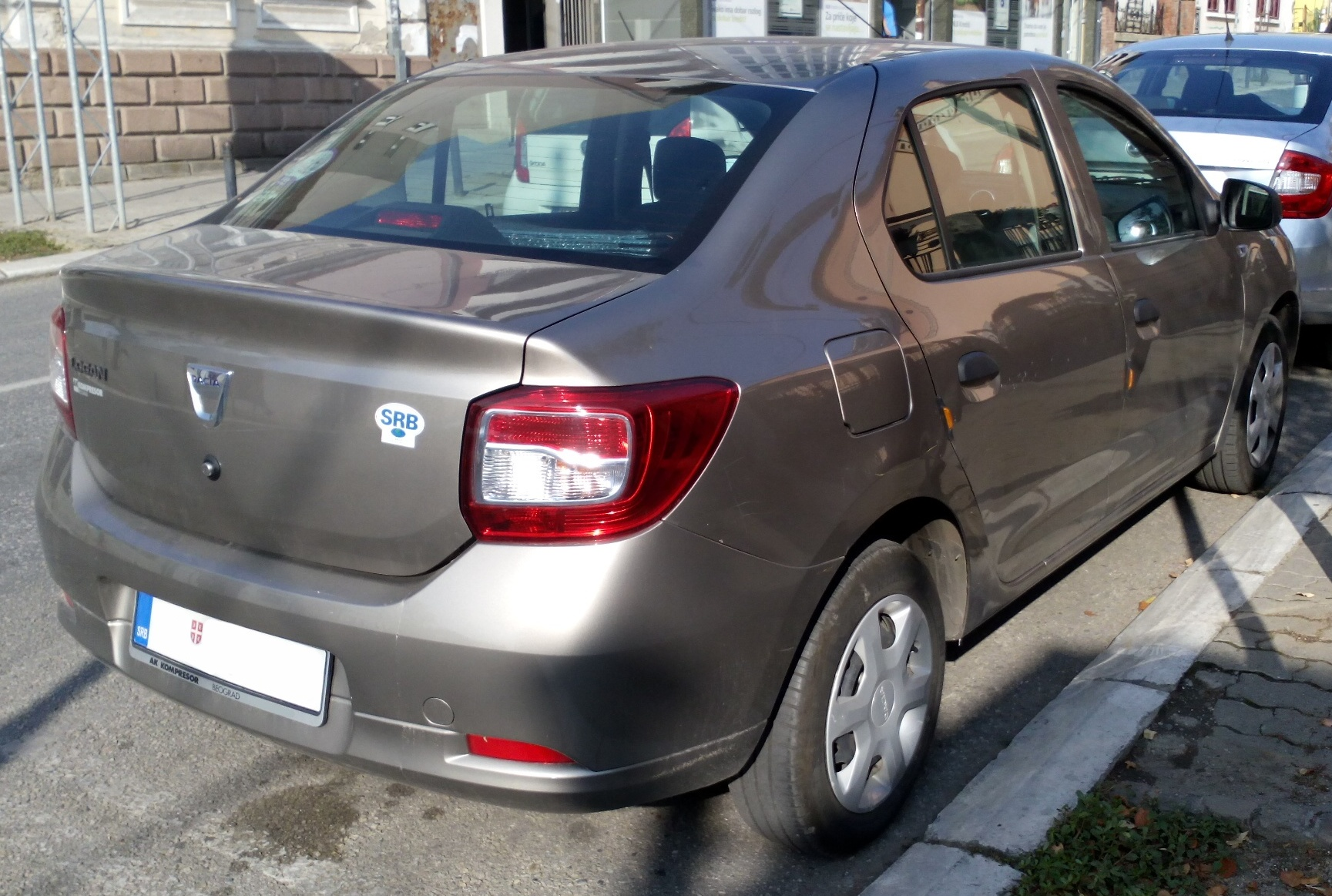
داسيا لوجان سيدان
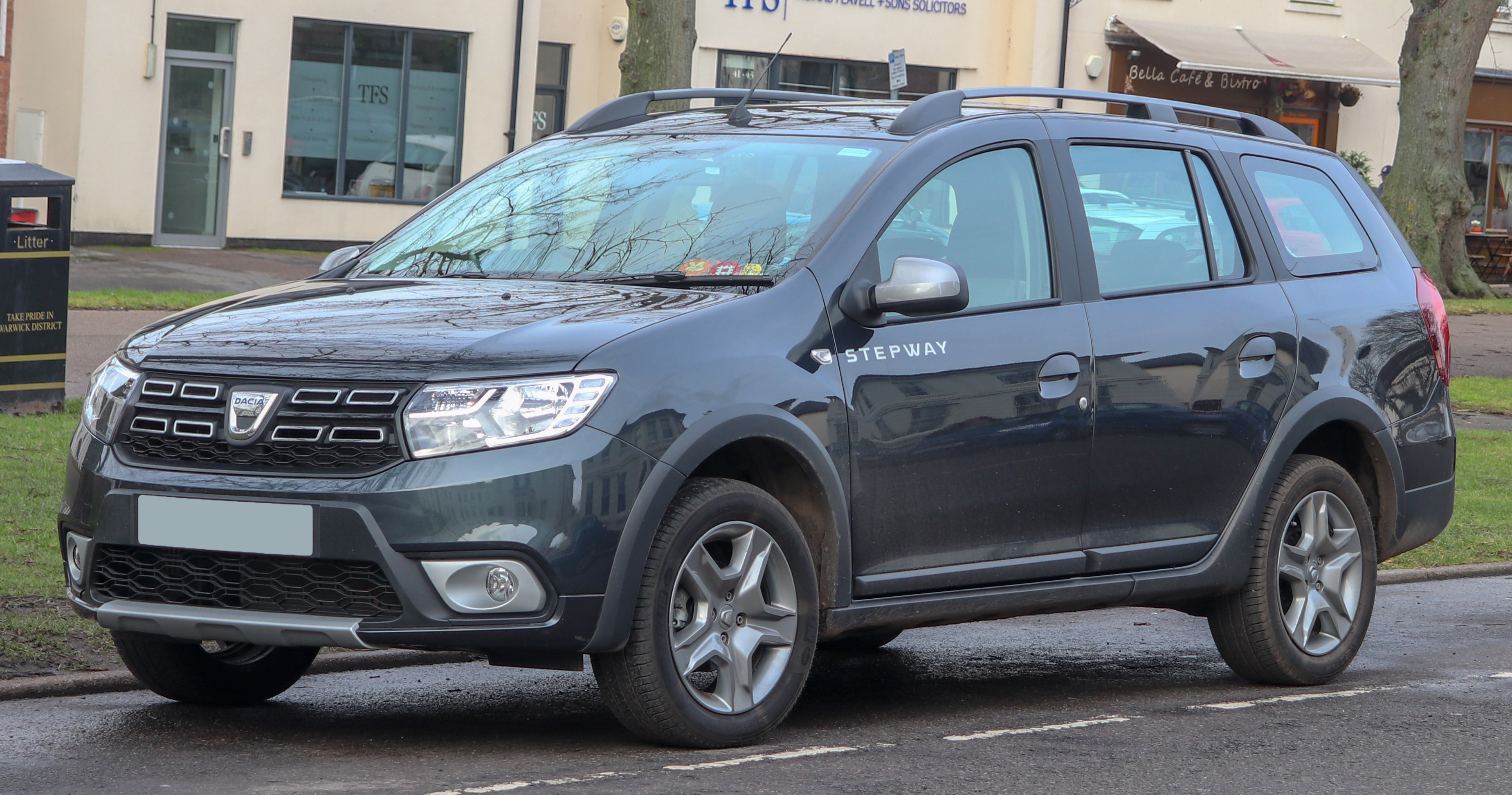
داسيا لوجان ستيبواي (2018)
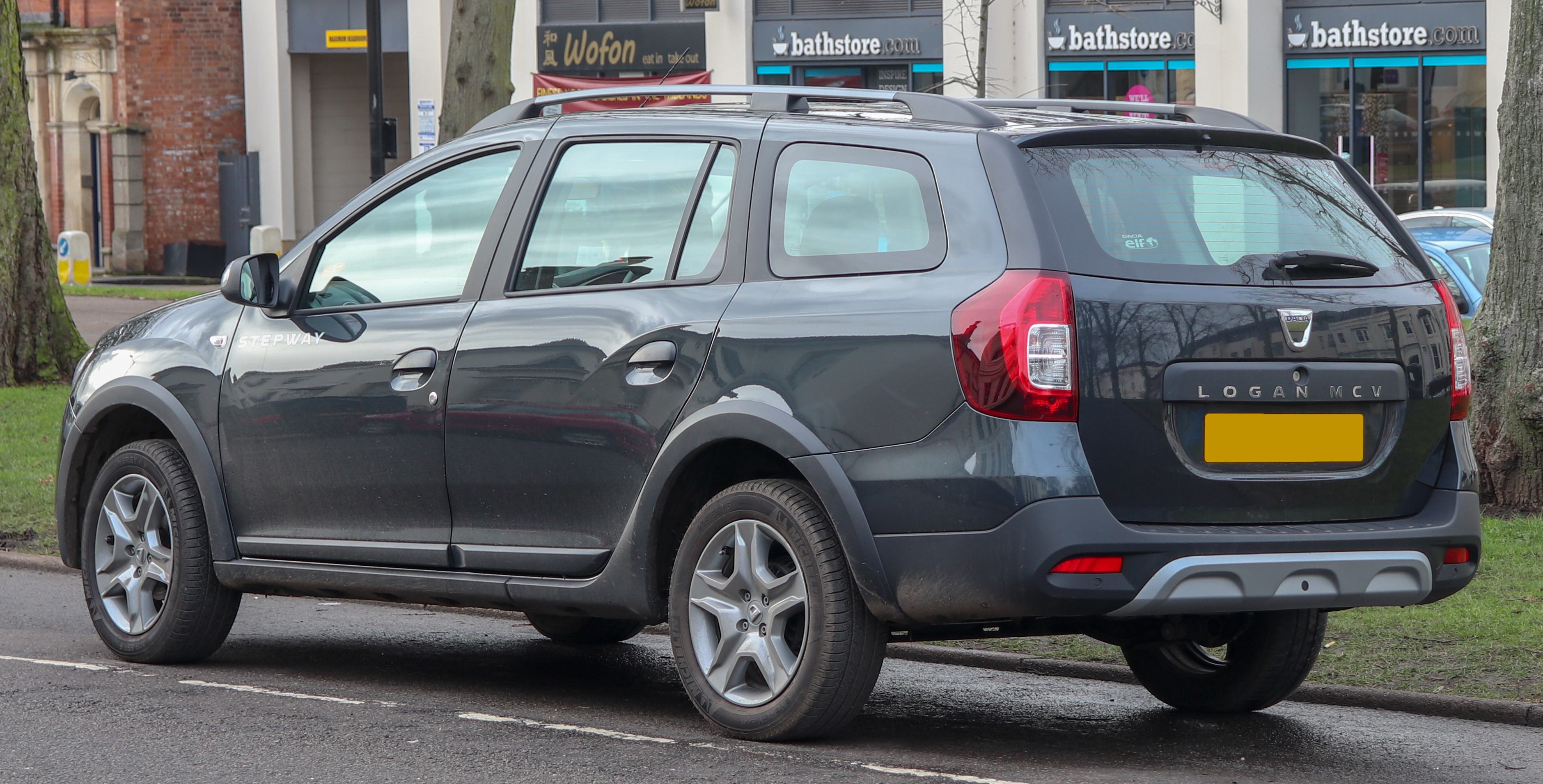
داسيا لوجان ستيبواي (2018)
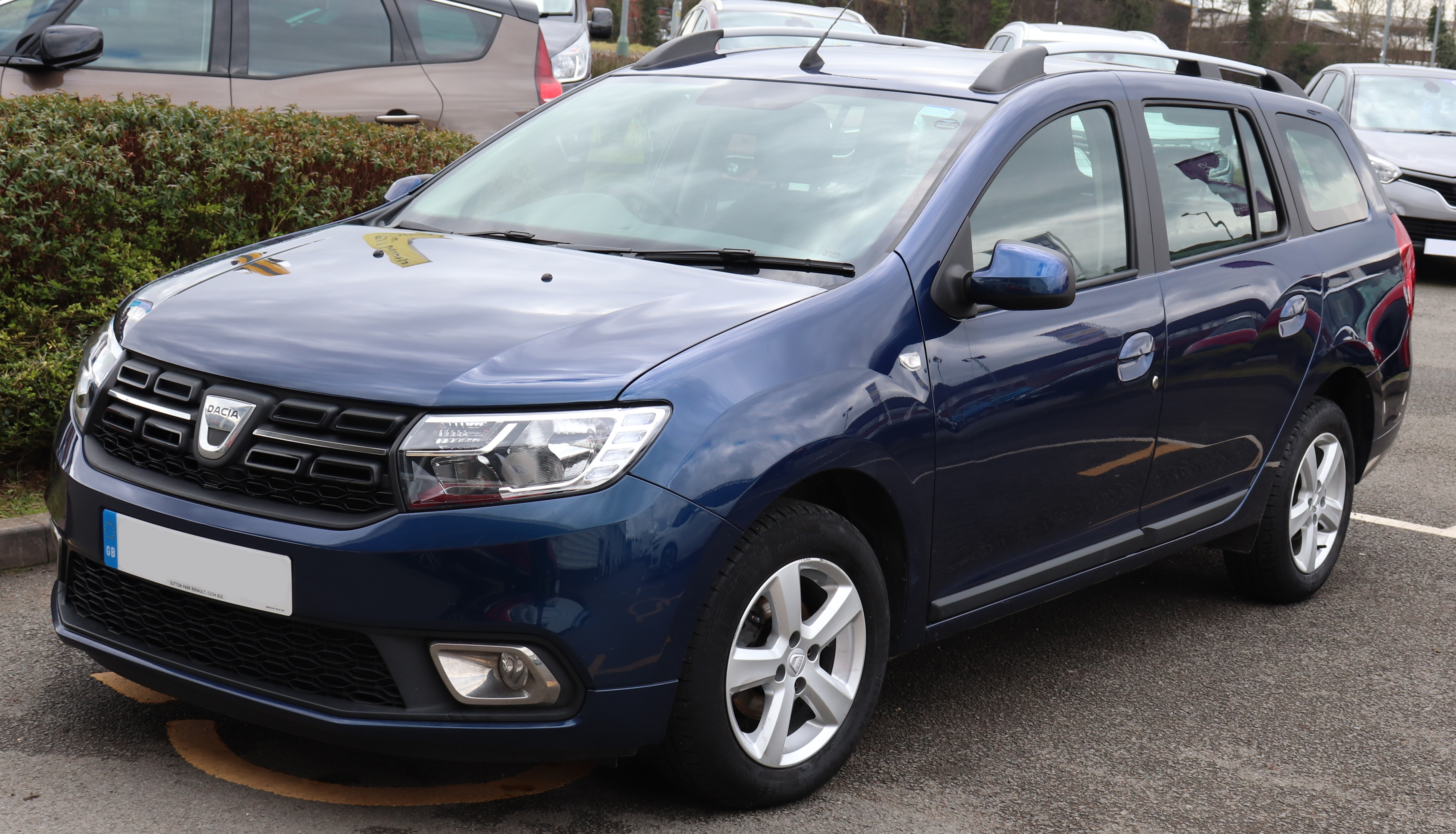
داسيا لوجان ستيبواي (2017)
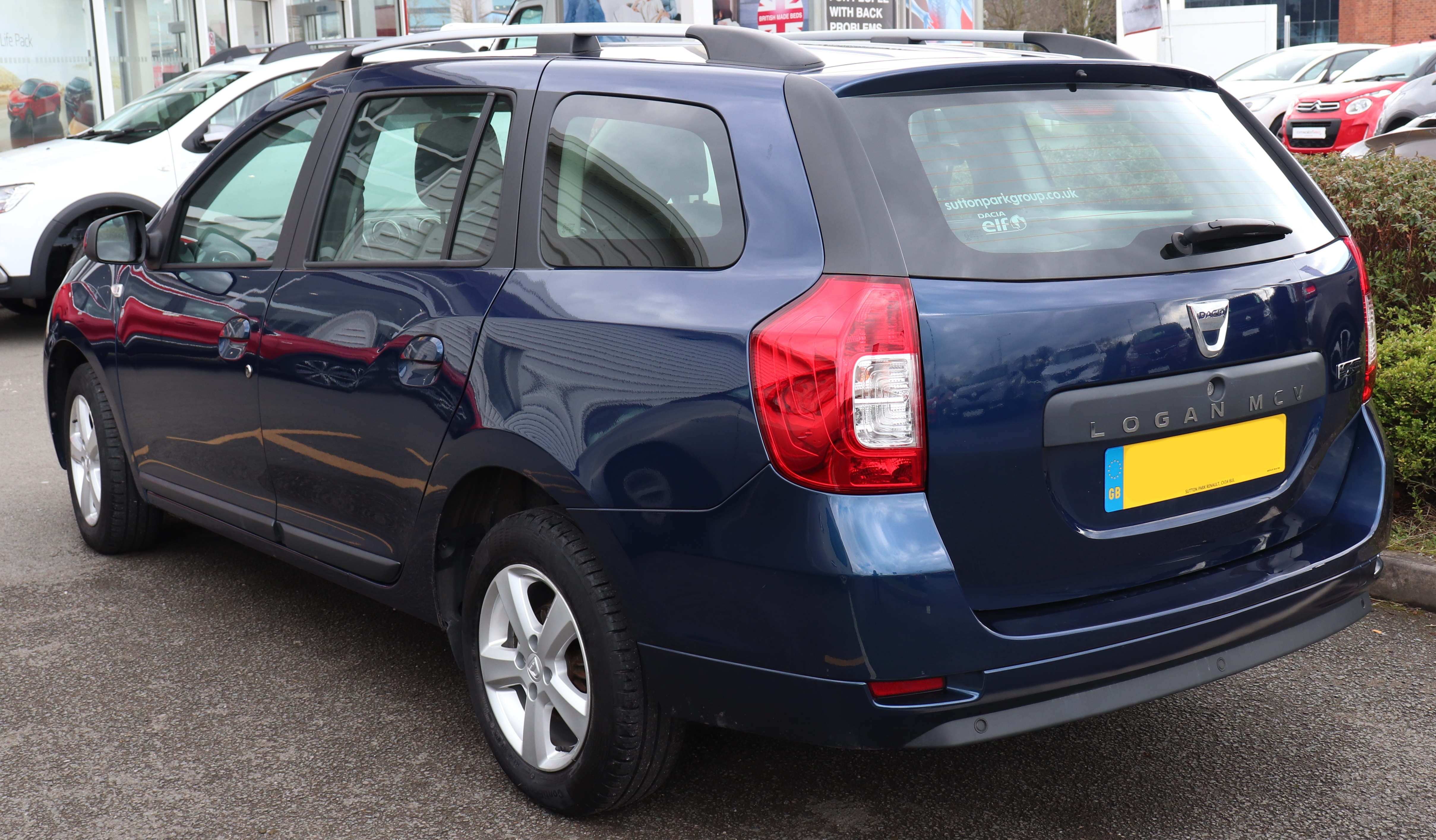
داسيا لوجان ستيبواي (2017)
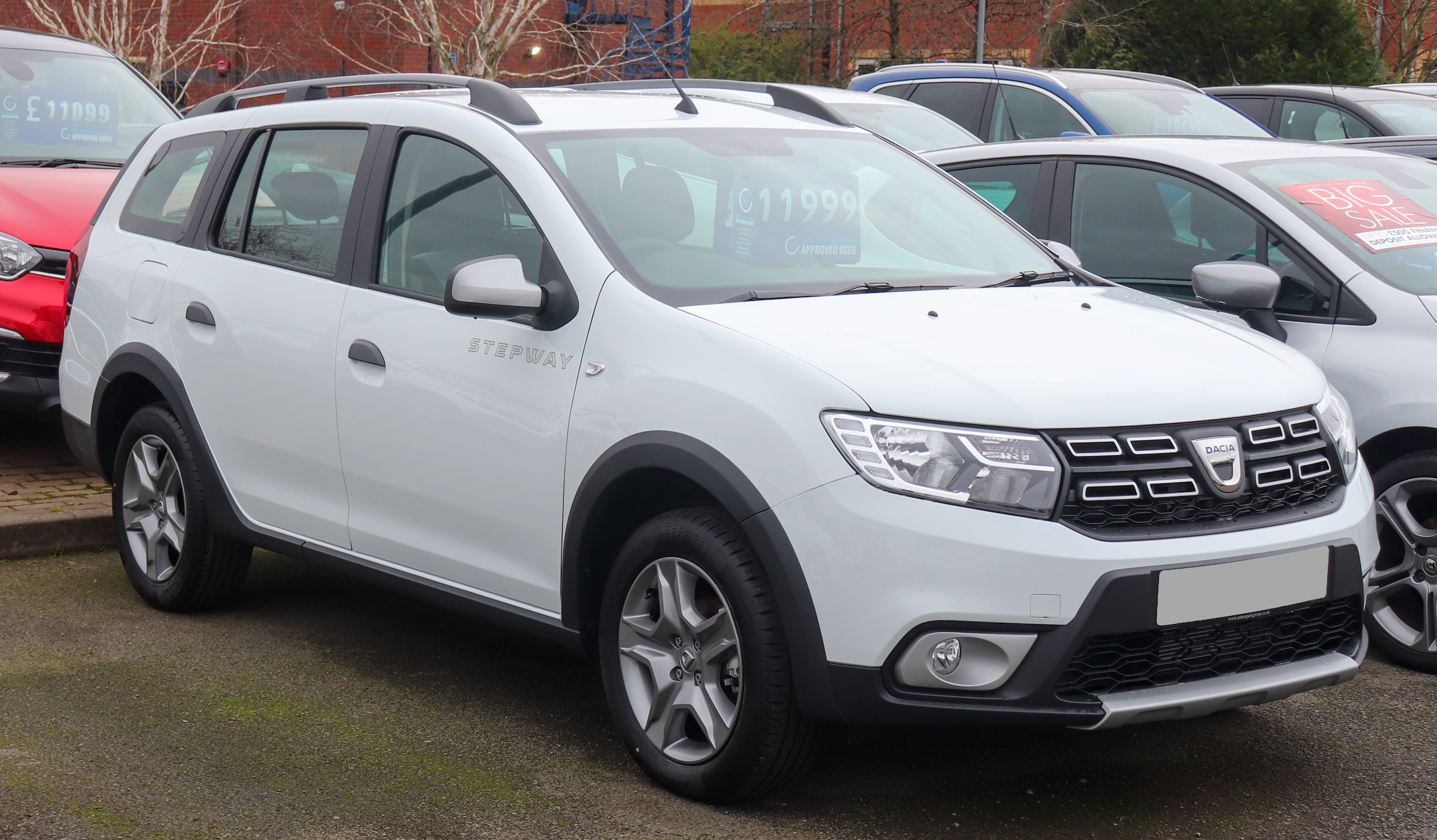
داسيا لوجان ستيبواي (2019)
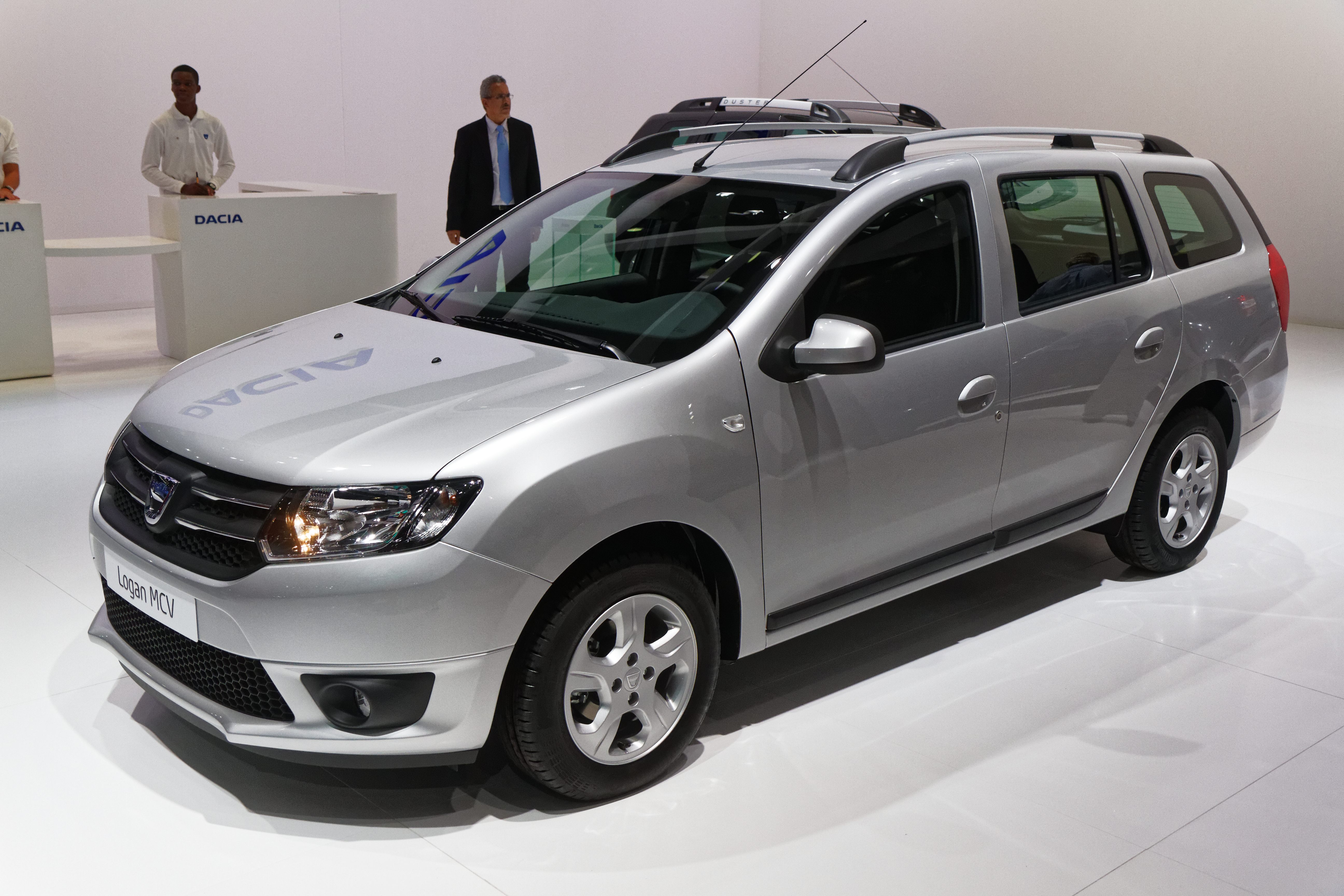
داسيا لوجان ستيبواي (2018) في معرض باريس 2014

### لوجان ستيبواي / إنتينز
منذ إصدار نسخة شد الواجهة، يتوفر لوجان أيضاً مع تقليم ستيبواي المصمم على شكل كروس أوفر، والذي يتميز بارتفاع مرتفع للركوب ويضيف ملحقات خارجية مثل حواف أقواس العجلات البلاستيكية السوداء وتكسية الهيكل وألواح الانزلاق وقضبان السقف.
في فبراير 2017، داسيا لوجان إم سي في ستيبواي في أوروبا. بدءاً من 2018، أصبح إصدار ستيبواي متاحاً أيضاً لنسخة السيدان في أوروبا وأمريكا اللاتينية. تم إطلاق رينو لوجان ستيبواي في روسيا في ديسمبر 2018، تبعتها البرازيل في يوليو 2019 جنباً إلى جنب مع الطراز المحسن دون حمل لوحة ستيبواي لتجنب الالتباس مع ستيبواي التي تتخذ من سانديرو مقراً لها. في العديد من أسواق أمريكا الجنوبية بما في ذلك كولومبيا، كان إصدار الكروس من رينو لوجان متاحاً كإصدار علوي.

### التسويق والإنتاج
بدأت المبيعات في رومانيا في نوفمبر 2012، بسعر يبدأ من 6,690 يورو. يتم تصنيعها في ميوفيني، رومانيا، وفي الدار البيضاء، المغرب، في مصنع سوماكا، لسوق شمال إفريقيا. لن تكون هناك إصدارات لسبعة مقاعد أو شاحنات من الجيل الثاني لوجان، حيث تم استبدالها بسيارتي لودجي ودوكر على التوالي.
تم إطلاق نسخة الصالون أيضاً في أمريكا الجنوبية، مثل الجيل الثاني من رينو لوجان، في ديسمبر 2013، بعد الكشف عنها في معرض بوينس آيرس للسيارات في يونيو 2013. يتم تصنيعها في مصنع رينو البرازيل في ساو جوزيه دوس بينهايس (بالقرب من كوريتيبا).
في مارس 2014، تم إطلاقها في روسيا (حيث يتم تسويقها باسم رينو لوجان). تم إنتاج النموذج في منشأة أفتو فاز في تولياتي، سمارة.
أيضاً في عام 2014، تم إطلاق النموذج في مصر (مثل رينو لوجان) جنباً إلى جنب مع الجيل الثاني من سانديرو وسانديرو ستيبواي.
اعتباراً من ديسمبر 2014، سيتم تصنيع رينو سيمبول من CKD في مصنع جديد في وهران، الجزائر.
الجيل الثالث من رينو سيمبول هو نسخة معدلة من الجيل الثاني لوجان. تم الكشف عنها في معرض اسطنبول للسيارات 2012، ويتم تصنيعها في بورصة، تركيا. تم طرحه للبيع في السوق التركية في بداية عام 2013، كما تم طرحه في الجزائر وتونس.

في أغسطس 2015، تم تقديم لوجان الجديدة في كولومبيا، مع بيع مسبق لألف وحدة. يتم تصنيعها في إنفيجادو في مصنع  رينو سوفاسا.

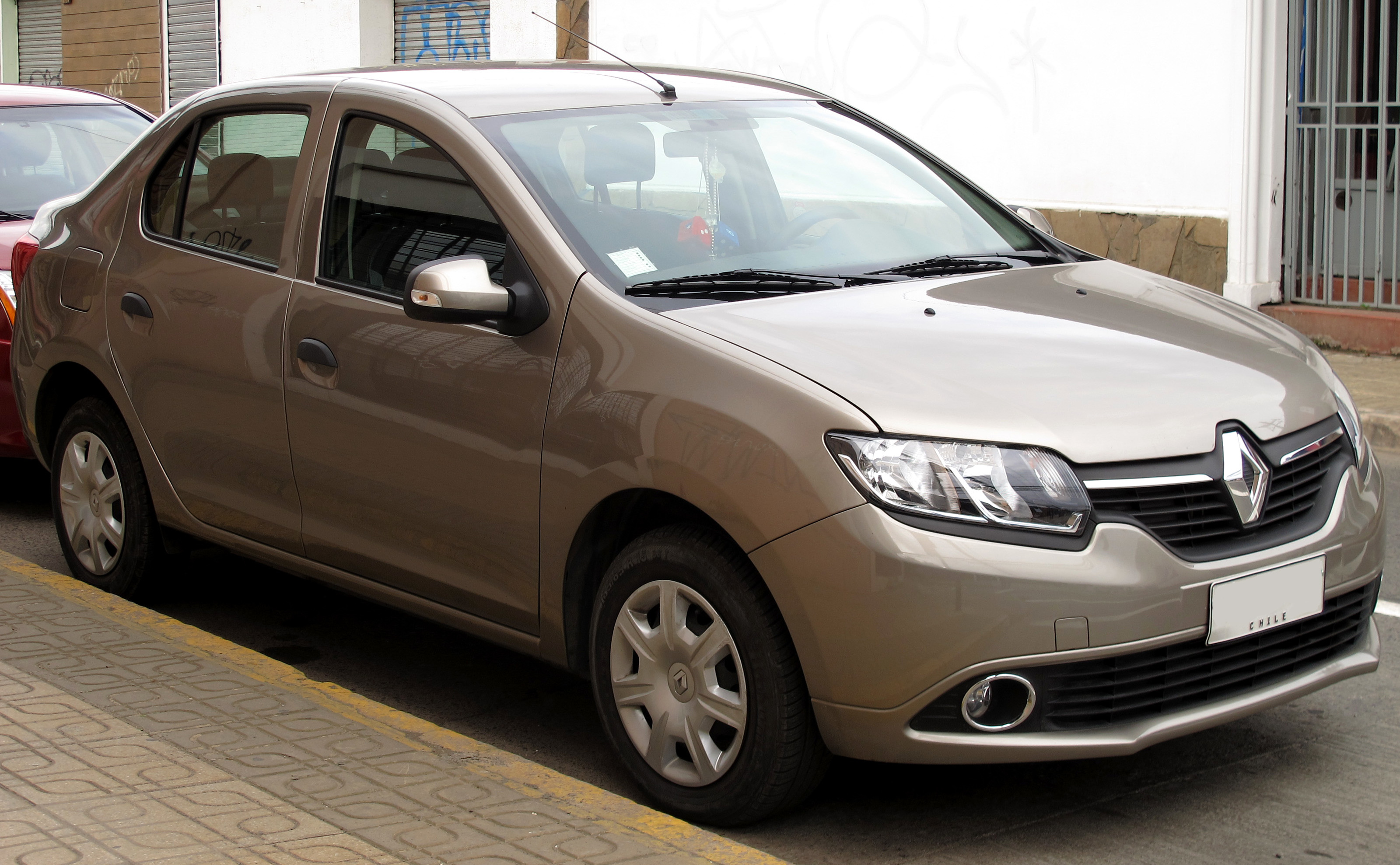
رينو سيمبول (شد الواجهة) 2015
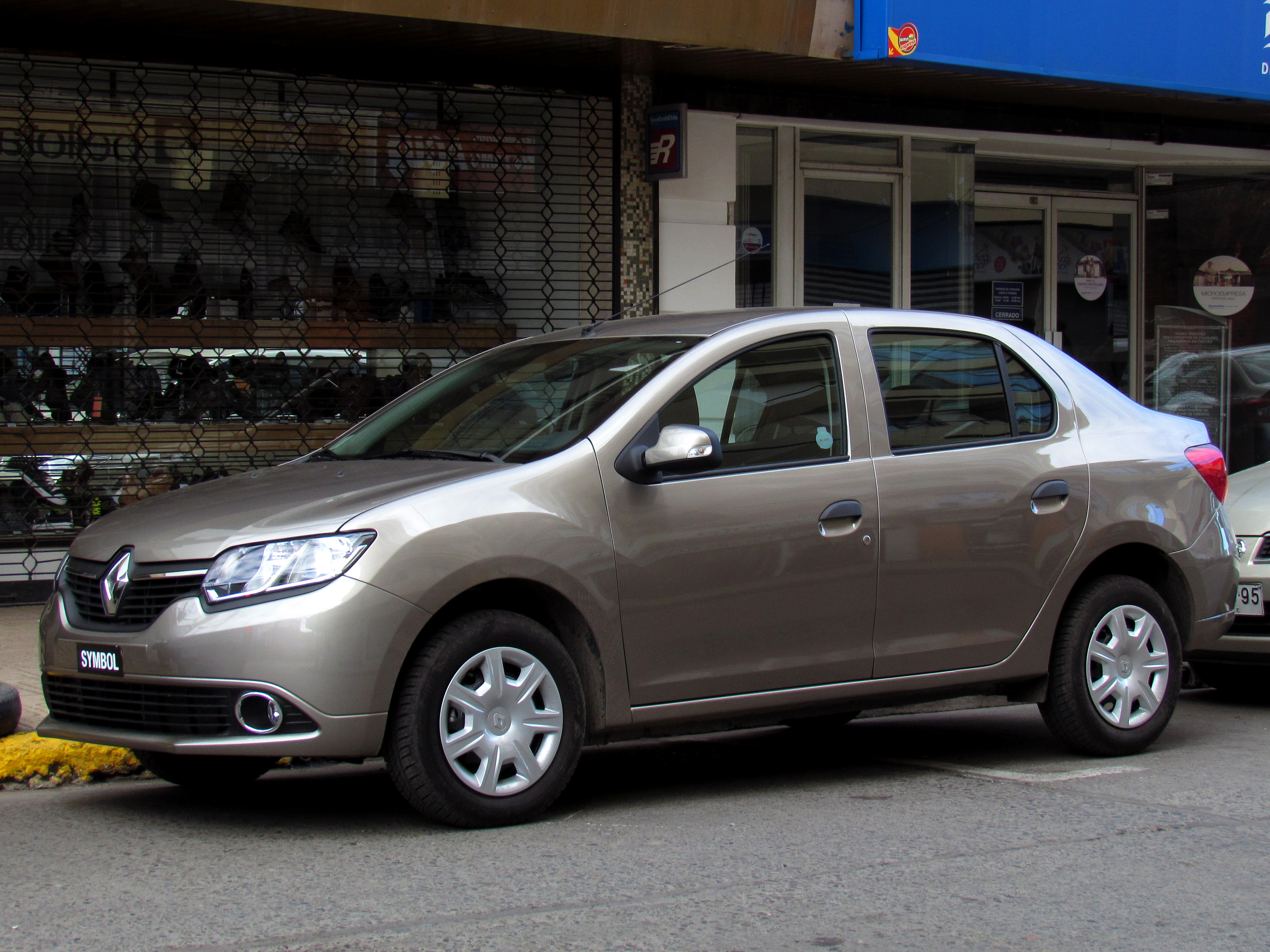
رينو سيمبول (شد الواجهة) 2015
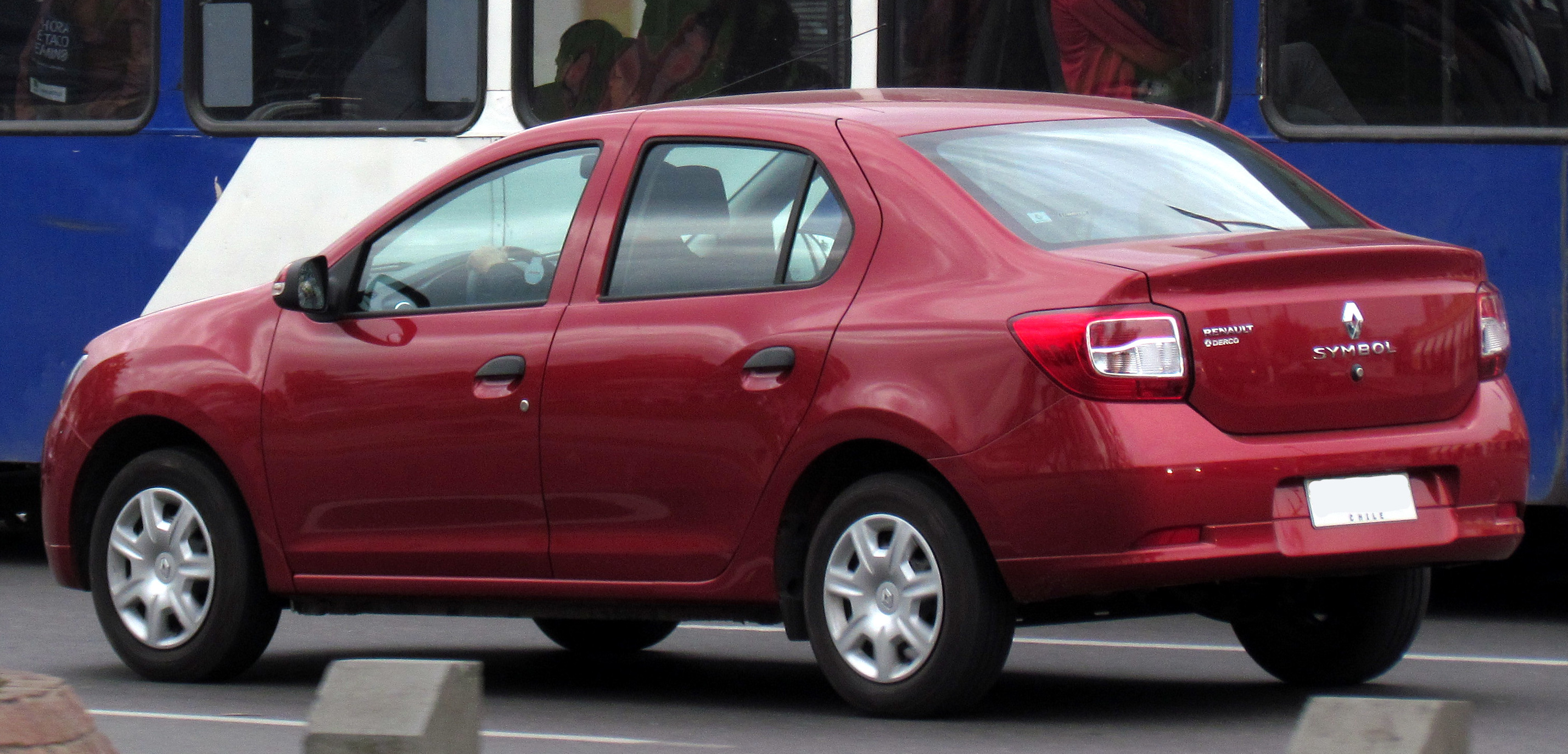
رينو سيمبول (شد الواجهة) 2014
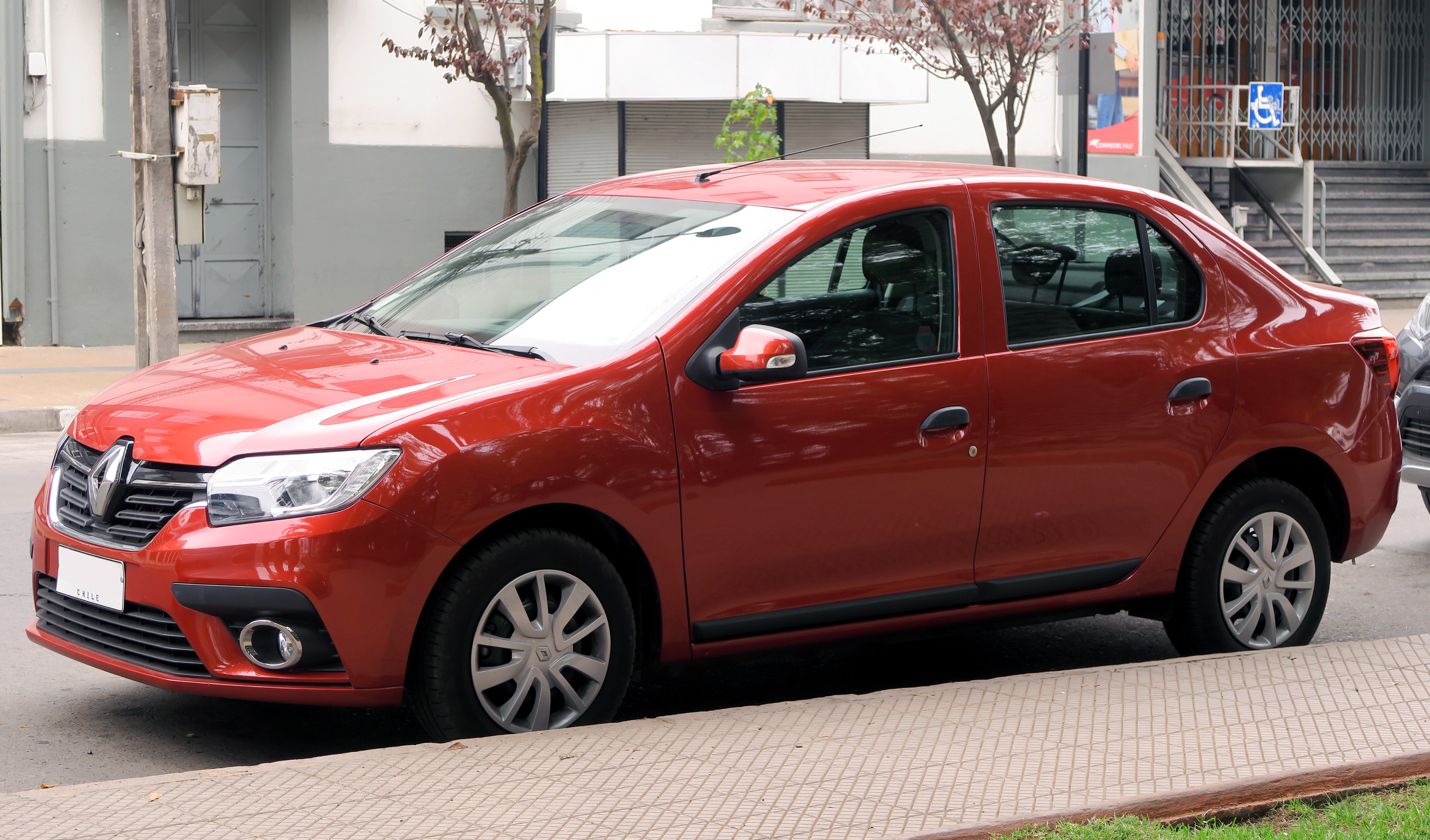
رينو سيمبول (تجميل 2017)

| لوجان الثالث      | لوجان الثالث |
| ملخص              | ملخص |
| ----------------- | --- |
| إنتاج             | 2020 إلى الوقت الحاضر |
| المجسم            | رومانيا: ميوفيني |
| مصمم              | رينو تكنوسنتر ورينو تكنولوجي روماني |
| الجسم والشاسيه    | |
| نمط الجسم         | 4 أبواب سيدان |
| منصة              | منصة رينو CMF-B LS |
| متعلق ب           | داسيا سانديرو الثالث |
| مجموعة نقل الحركة | |
| محرك              | - البنزين : - 999 سم مكعب H4D SCe 65 I3 - 999 سم مكعب H4Dt TCe 90 I3 توربو - البنزين / غاز البترول المسال : - 999 سم مكعب H4Dt إيكو-G 100 I3 توربو |
| توصيل             | ناقل حركة يدوي بـ 5 سرعات يدوي بـ6سرعات |
| أبعاد             | |
| قاعدة العجلات     | 2649 مم (104.3 بوصة) |
| طول               | 4,396 مم (173.1 بوصة) |
| عرض               | 1,848 مم (72.8 بوصة) |
| ارتفاع            | 1,501 مم (59.1 بوصة) |

## الجيل الثالث (2020)
للحصول على نسخة هاتشباك، انظر داسيا سانديرو § III.
تم إطلاق الجيل الثالث من داسيا لوغان مع داسيا سانديرو 3 الجديدة، في 29 سبتمبر 2020.

### التصميم
تصميم داسيا لوجان الجديد أكثر سلاسة، مع زيادة إجمالية قدرها 3.6 سم في الطول، وقاعدة عجلات أطول وتعليق خلفي أقل. وهي ذات شكل أنحف، وتتميز بزجاج أمامي أكثر انحداراً وسقفاً يتم خفضه بمقدار سنتيمتر واحد. يعطي خط السقف المتدفق والهوائي اللاسلكي الموجود في نهاية السقف والنوافذ الجانبية الأصغر حجماً مظهراً أكثر ديناميكية للتصميم العام. بعض الميزات تشبه تلك الموجودة في سانديرو الجديدة، مثل توقيع مصباح إل إي دي على شكل Y، والعجلات المثبتة على شكل حرف Y، والتصميم عالي الجودة لجوانب معينة (مثل مقابض الأبواب).

### المنصة
تجمع منصة CMF المعيارية الجديدة المستخدمة في سانديرو ستيبواي وسانديرو لوغان الجديدة بين مقاومة أكبر وصلابة مع وزن أقل. يقلل من انبعاثات الملوثات مع الامتثال لمتطلبات اختبار التصادم الأكثر صرامة ومكافحة التلوث.

## المبيعات
| سنة   | داسيا     | رينو      |
| ----- | --------- | --------- |
| 2004  | 22,833    | -         |
| 2005  | 135184    | 9,915     |
| 2006  | 184472    | 63134     |
| 2007  | 230294    | 136,742   |
| 2008  | 218.887   | 206.059   |
| 2009  | 160120    | 150603    |
| 2010  | 126.598   | 189898    |
| 2011  | 95365     | 253698    |
| 2012  | 102175    | 221,752   |
| 2013  | 69355     | 188185    |
| مجموع | 1,345,283 | 1,419,986 |

## الجوائز
تم التصويت على سيارة لوجان كأفضل سيارة رسمية لعام 2005 من قبل أعضاء لجنة تحكيم أوتو بيست، القادمين من 15 دولة: بلغاريا، كرواتيا، جمهورية التشيك، قبرص، مقدونيا، المجر، بولندا، رومانيا، روسيا، صربيا، سلوفاكيا وسلوفينيا وتركيا وأوكرانيا ومالطا. يسجل أعضاء لجنة التحكيم 13 معياراً مثل استهلاك الوقود أو تعدد الاستخدامات أو الرحابة أو التصميم.
فازت سيارة لوجان بالجائزة الخامسة عشرة لأفضل الكأس المدمجة التي تمنحها أبيوتو، منظمة الصحافة التجارية البرازيلية، من قبل لجنة مكونة من 67 من أكثر الصحفيين نفوذاً في مجال السيارات في البلاد.
فازت سيارة لوجان بكأس «أفضل سيارة للعام 2013» (أفضل سيارة لعام 2013) التي تمنحها مجلة موتور بريس متفوقة على سيتروين C4L سيدان.
في 9 ديسمبر 2013، بعد أقل من شهر من تقديمها للصحفيين البرازيليين، فازت رينو لوجان بجائزة توب كار تي في في أفضل سيارة وطنية بفئة تصل إلى 30,999 ريالًا، متقدمة على فولكس فاجن جولف، فولكس فاجن فوكس، تويوتا إتيوس وفورد فييستا. الجائزة، التي تمنحها لجنة من محترفي الاتصالات والتسويق من مختلف شركات صناعة السيارات والمؤسسات الإخبارية، نظرت أيضاً في حملة الإطلاق.

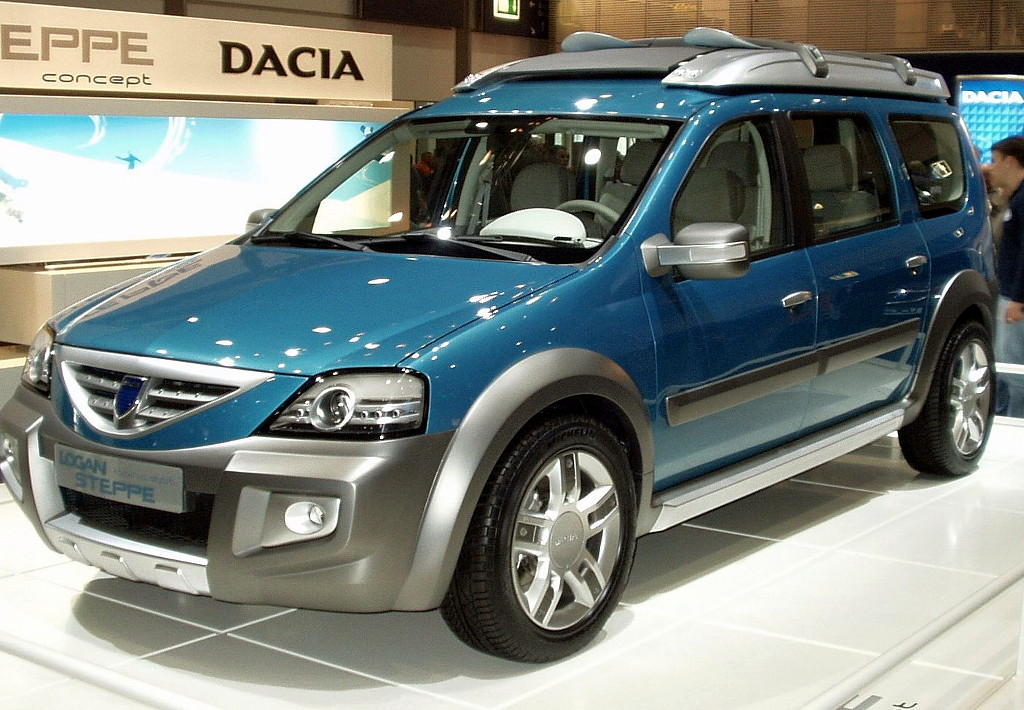
داسيا لوجان ستيب

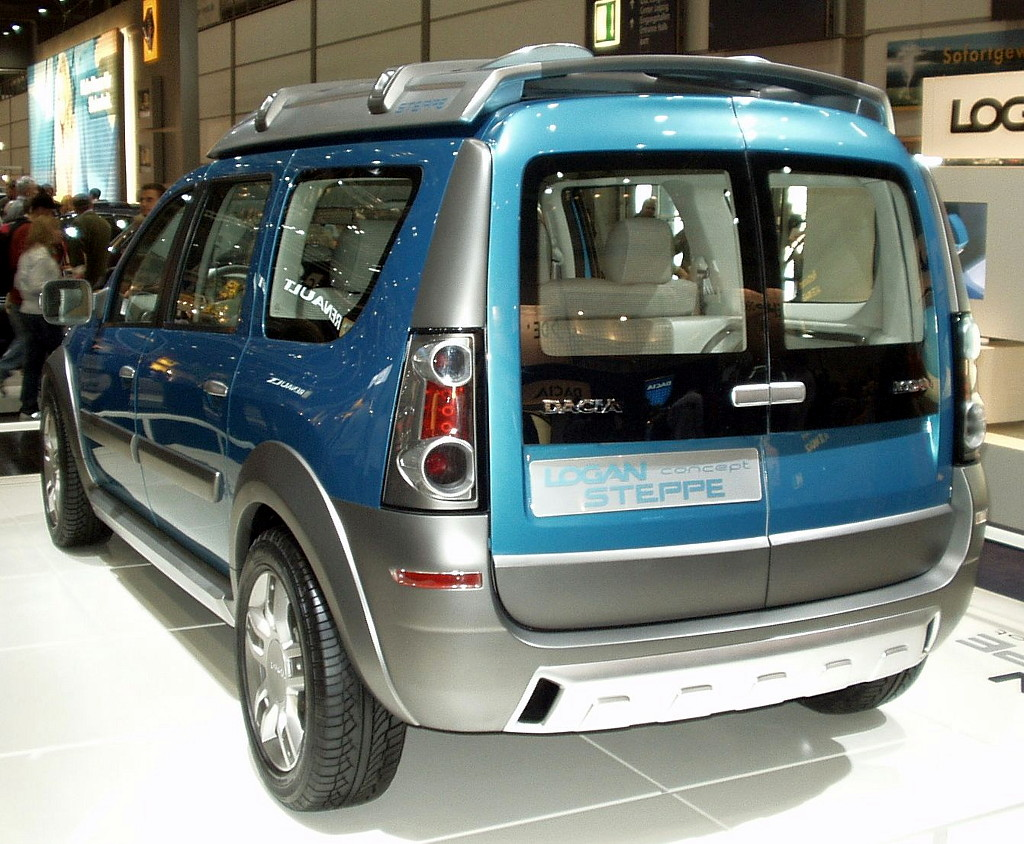
داسيا لوجان ستيب

## مفهوم السيارات والمشاريع

### لوجان ستيب
في عام 2006، تم تقديم سيارة ستيشن واغن النموذجية، داسيا لوجان ستيب في الصالون الدولي للسيارات في جنيف. تم بناء السيارة من قبل مصممي السيارات المعروفين دي سي ديزاين في الهند كرائد لوجان MCV.

### لوجان أس2000
كان أس2000 مشروعاً قصير الأجل لنسخة سباق من لوجان.

### كأس داسيا
منذ عام 2007، هناك فصل مخصص في بطولة الرالي الرومانية، يسمى داسيا كوبا، للمجموعة N لوجان. إنها فئة يتنافس عليها الناشئون بشكل خاص في بداية حياتهم المهنية. السيارات المستخدمة 1.6 إصدارات MPI.

## معرض صور

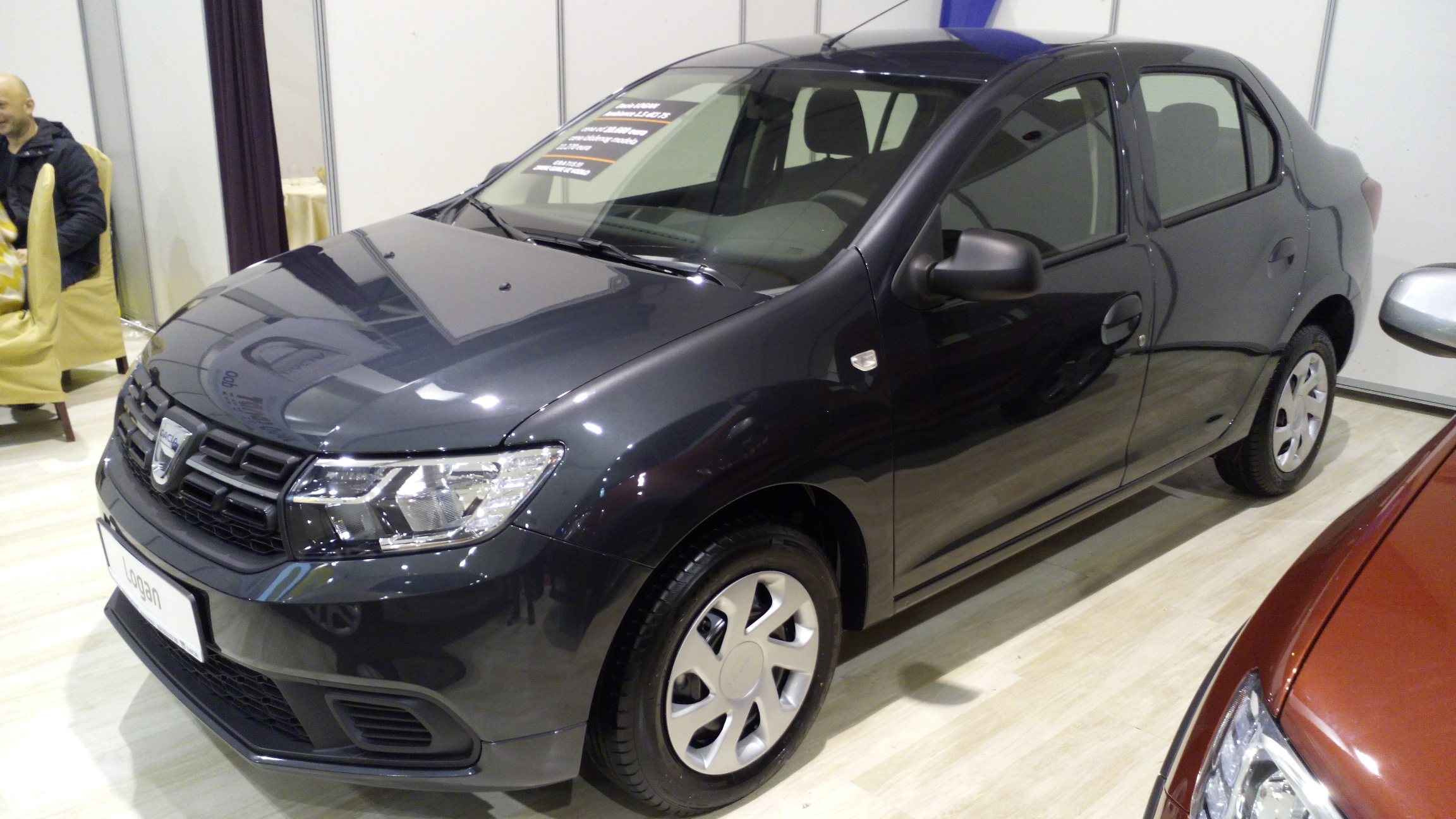
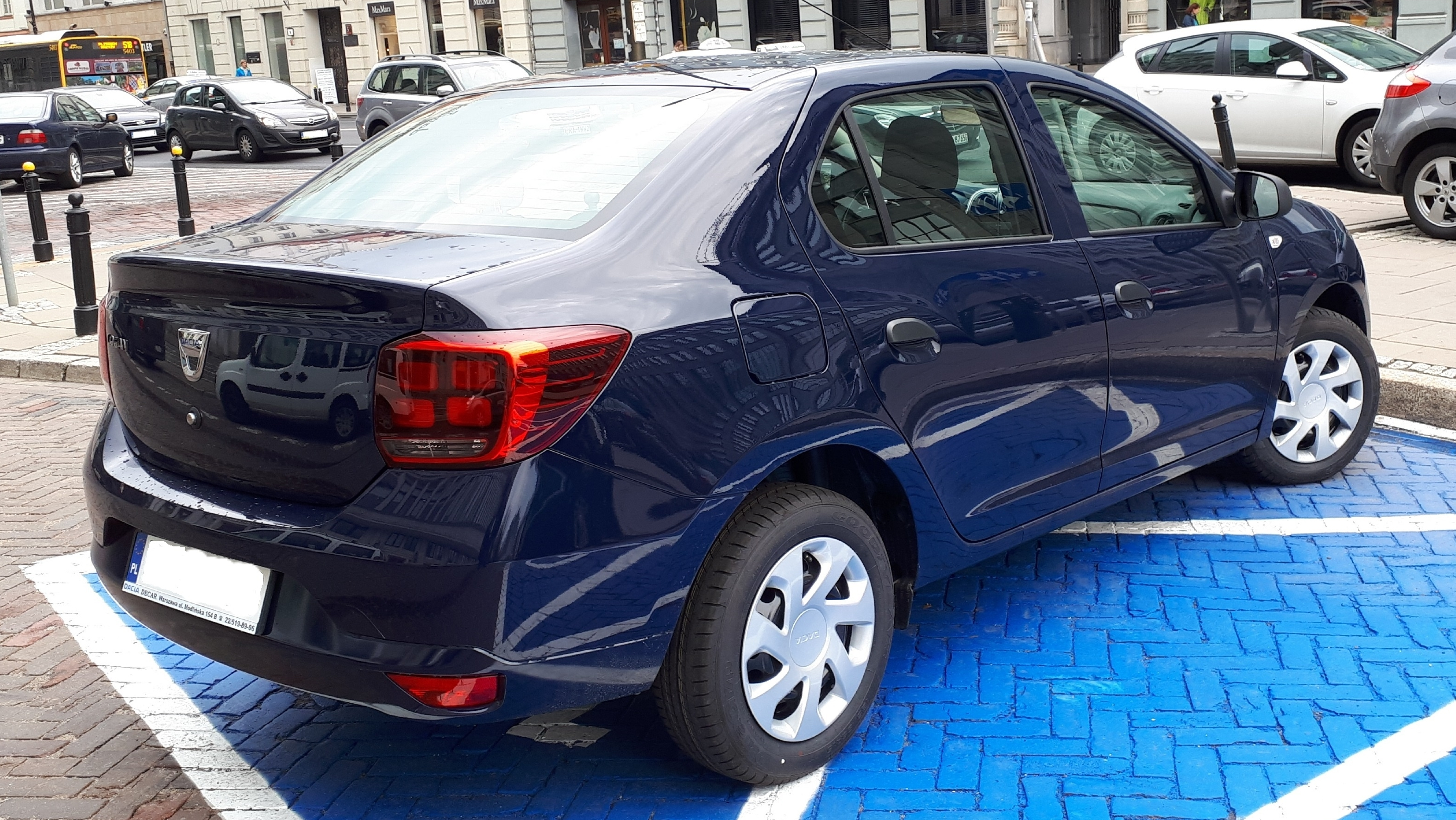
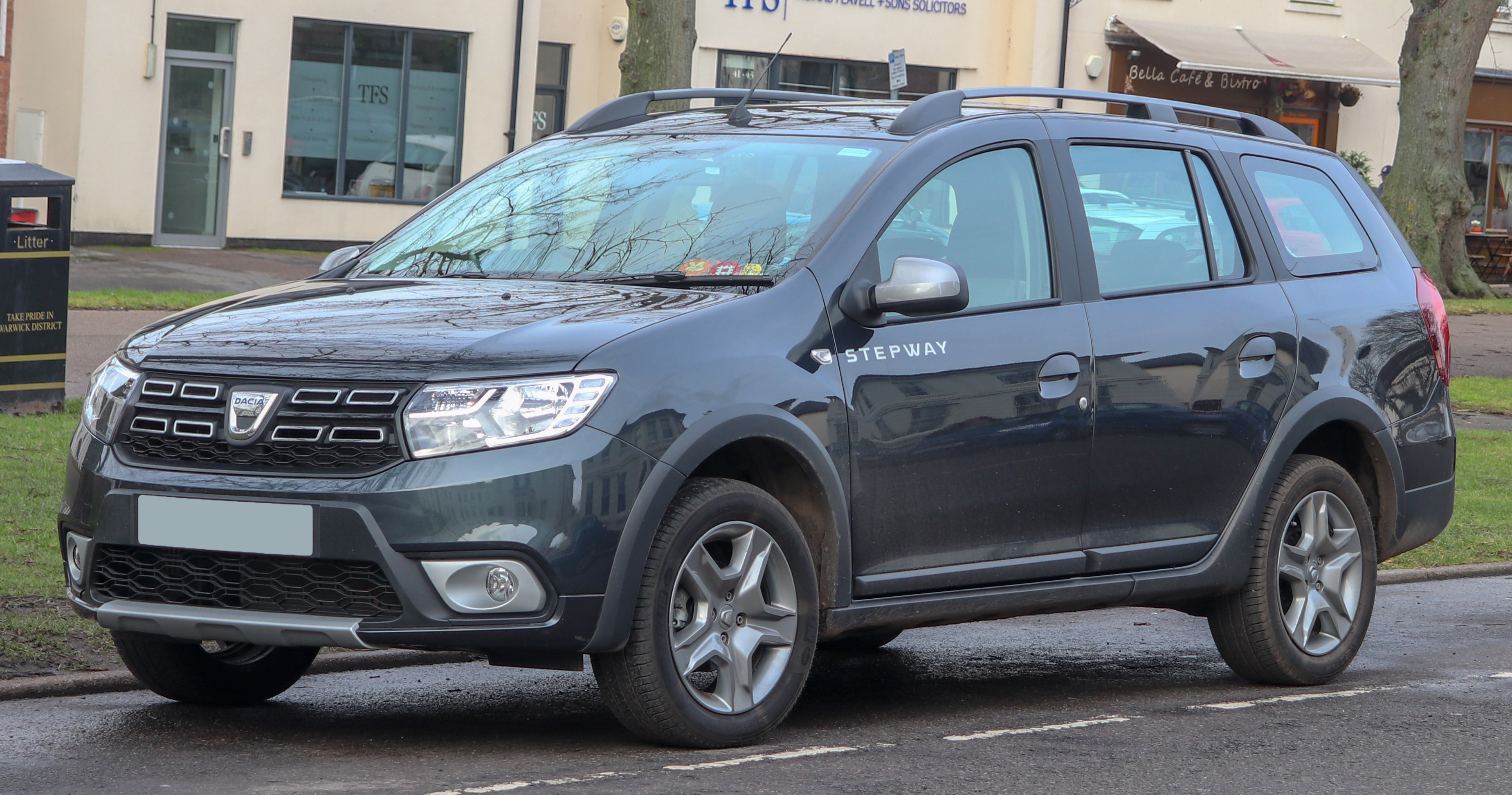
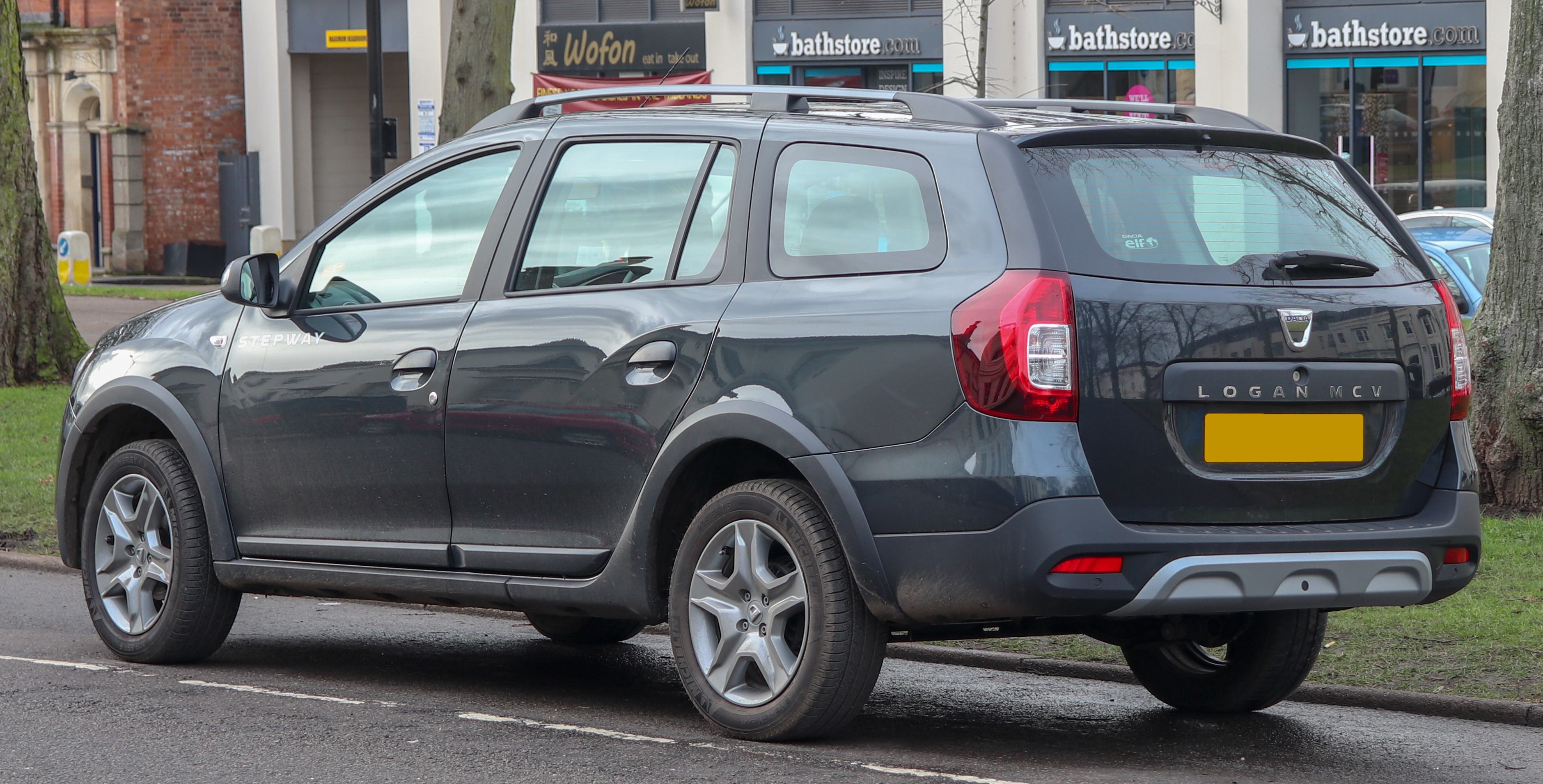

## روابط خارجية
موقع داسيا لوغان الرسمي

## المواصفات
- الطول : 4.26م
- العرض : 1.70م
- الارتفاع : 1.50م
- علبة السرعة خمسة
- المحرك :
- 1.4 لتر 75 حصان
- 1.5 لتر 70 حصان
- 1.5 لتر 85 حصان
- 1.6 لتر 90 حصان
- 1.6 لتر 105 حصان
- السرعة القصوى:
- 162 كم بالساعة ← 1.4 لتر
- 158 كم بالساعة ← 1.5 سولار
- 167 كم بالساعة ← 1.5 لتر
- 175 كم بالساعة ← 1.6 لتر
- 183 كم بالساعة ← 1.6 لتر
- الأستهلاك :
- داخل المدينة :6.5\100كم
- خارج المدينة :8.7\100كم
- الحمولة القصوى: 480 لتر